# Ouvrage de la línia Maginot

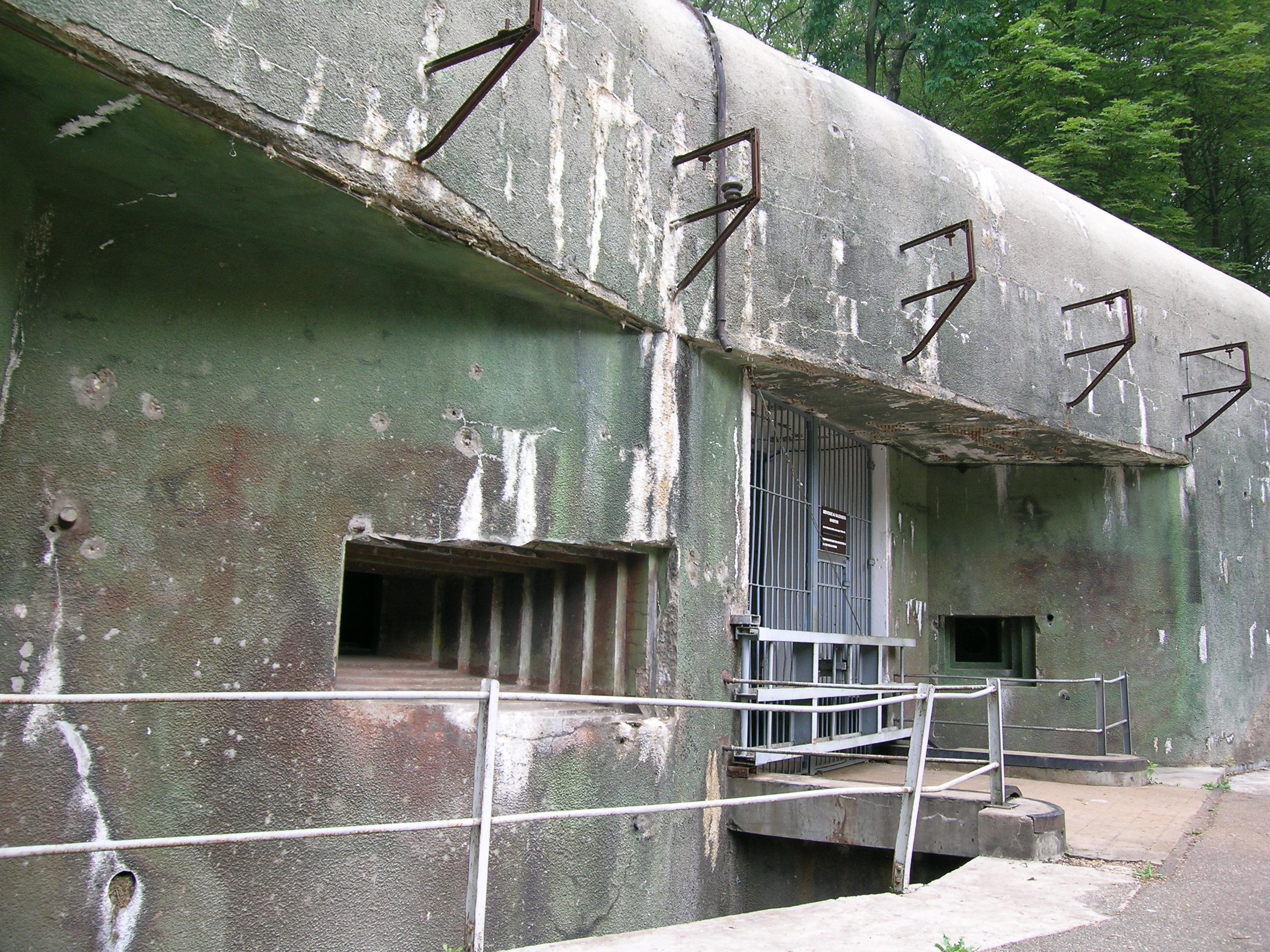
L'entrada de municions de l'ouvrage de Galgenberg (a Lorena) el 2004, una de les dues entrades de louvrage

Un ouvrage de la línia Maginot designa en sentit ampli qualsevol element (casamata, búnquer, fossat, etc.) que compon la línia Maginot; però en el sentit precís del terme, un «ouvrage» és sinònim d'una gran fortificació autònoma. Aquestes estructures estan formades per un conjunt de blocs a la superfície, que sovint estan connectats entre si per galeries profundament enterrades, amb obres compartides subterrànies (magatzems, casernes, fàbriques, etc.).
Aquestes construccions es van iniciar a principis dels anys trenta i es van fer servir durant la Segona Guerra Mundial. Van ser reutilitzades durant la Guerra Freda abans de ser abandonades gradualment per l'exèrcit francès.

## Descripció
El terme utilitzat en els documents militars dels primers projectes és el d'«ouvrage», però el terme «fort» es fa servir en alguns casos, primer en diversos projectes dels anys vint, i actualment de forma local (per exemple, «Fort Casso» és el sobrenom de l'ouvrage de Rohrbach).
L'ouvrage de l'Hochwald, és l'únic cas que es fa servir un tercer terme a causa de la seva grandària (onze blocs de combat, nou casamates de fossat, un bloc observatori i tres entrades, sense comptar el reducte), el d'«ensemble» (del francès, acoblat), oficialment dividit en dos ouvrages (Hochwald Oest i Hochwald Est) cadascun amb la seva pròpia caserna, fàbrica i entrada d'homes.

### Tipus d'ouvrages
Un ouvrage s'organitza al voltant del seu armament i de la seva missió, així, d'acord amb les funcions assignades, es troben diferents mides d'ouvrages i elements diferents. A més, l'adaptació al terreny també és predominant en l'organització general d'aquests complexos fortificats.
En el sistema de les regions fortificades, la línia fortificada, anomenada «línia principal de resistència», es compon de diverses estructures entre les quals la continuïtat de la barrera està garantida per les casamates d'interval. Encara que els ouvrages es classificaven en cinc classes als anys trenta, en la pràctica es dividien en dos grans tipus d'ouvrages: d'una banda, els «gros ouvrages» (GO), amb molts blocs armats amb artilleria (canons, obusos i morters); d'altra banda, els «petits ouvrages» (PO), que van des d'un bloc (monobloc) fins a sis blocs armats gairebé exclusivament amb armes d'infanteria (metralladores, llançagranades i fusells metralladors). Els gros ouvrages havien de cobrir tota la línia en flancs amb la seva artilleria de les casamates i proporcionar una acció frontal a través de la seva artilleria de les torretes, mentre que els petits ouvrages donaven suport a les casemates d'interval gràcies a les seves torretes de metralladores.
Oficialment, hi ha cinc categories d'ouvrages segons la seva importància, a les quals podem afegir els posts avançats dels Alps:
| Classes d'ouvrages | Grandària (nombre de blocs) | Armement                | Tropes               | Ouvrages |
| ------------------ | --------------------------- | ----------------------- | -------------------- | --- |
| 1a classe          | gros ouvrage (19 - 6 blocs) | artilleria i infanteria | de 1.000 a 600 homes | Fermont, Latiremont, Bréhain, Rochonvillers, Molvange, Soetrich, Métrich, Hackenberg, Anzeling, Simserhof, Schiesseck, Hochwald i Schœnenbourg                                                                                   |
| 2a classe          | gros ouvrage (9 - 5 blocs)  | artilleria i infanteria | de 600 a 250 homes   | Chesnois, Vélosnes, Kobenbusch, Galgenberg, Billig, Mont-des-Welsches, Michelsberg i Four-à-Chaux |
| 3a classe          | petit ouvrage (7 - 4 blocs) | artilleria i infanteria | de 250 a 200 homes   | Immerhof, Bovenberg, Annexe Sud de Coume, Laudrefang, Otterbiel i Grand-Hohékirkel |
| 4a classe          | petit ouvrage (4 - 2 blocs) | infanteria              | de 200 a 100 homes   | Eth, Les Sarts, Bersillies, La Salmagne, Boussois, Thonnelle, Ferme-Chappy, Mauvais-Bois, Aumetz, Hobling, Bousse, Denting, Village-de-Coume, Mottenberg, Kerfent, Bambesch, Teting, Haut-Poirier, Welschoff, Rohrbach i Lembach |
| 5a classe          | petit ouvrage (2 - 1 bloc)  | infanteria              | de 130 a 80 homes    | La Ferté, Bois-du-Four, Bois-Karre, Oberheid, Sentzich, Coucou, Berenbach, Annexe Nord de Coume, Coume i Einseling |

| Classes d'ouvrages             | Grandària (nombre de blocs)    | Armement                | Tropes             | Ouvrages |
| ------------------------------ | ------------------------------ | ----------------------- | ------------------ | --- |
| 2a classe                      | gros ouvrage (7 - 4 blocs)     | artilleria i infanteria | de 373 a 161 homes | Roche-la-Croix, Monte-Grosso, Agaisen i Mont-Agel |
| 3a classe                      | gros ouvrage (8 - 3 blocs)     | artilleria i infanteria | de 344 a 146 homes | Saint-Antoine, Sapey, Lavoir, Janus, Saint-Ours Haut, Rimplas, Gordolon, Flaut, Saint-Roch, Barbonnet, Castillon, Sainte-Agnès, Roquebrune i Cap-Martin |
| 4a classe                      | petit ouvrage (5 - 3 blocs)    | artilleria i infanteria | de 177 a 149 homes | Saint-Gobain i Col-de-Brouis |
| 5a classe                      | petit ouvrage (3 - 1 bloc)     | infanteria              | de 36 a 25 homes   | Saint-Ours Bas, Fressinéa i Valdeblore |
| No classificat (no finalitzat) | Grandària variable (6- 1 bloc) | artilleria i infanteria | de 298 a 19 homes  | Châtelard, Cave-à-Canon, Pas-du-Roc, Arrondaz, Col-de-Buffère, Col-de-Granon, Gondran E, Les Aittes, Restefond, Plate-Lombarde, Granges-Communes, Col-de-la-Moutière, Baisse-de-Saint-Véran i Plan-Caval |
| Abric actiu                    | petit ouvrage (3 - 2 blocs)    | infanteria              | 54 a 100 homes     | Col-de-Restefond, Col-de-Crous, Col-de-la-Valette, La Séréna, Caïre-Gros, Col-du-Fort, La Béole, La Déa, Col-d'Agnon, Champ-de-Tir-de-l'Agaisen, Col-des-Banquettes, Col-de-Garde i Croupe-du-Réservoir |
| Post avançat                   | (7 - 3 blocs)                  | infanteria              | de 56 a 20 homes   | Séloges, Le Planay, Haricot de Villaroger, La Vanoise, Les Revêts, Le Fréjus, La Roue, Vallée-Étroite, Les Rochilles, Chenaillet, Larche, Col-des-Fourches, Le Pra, Saint-Delmas-le-Selvage, Isola, Valabres Nord, Valabres Sud, Conchetas, Castel-Vieil, Le Planet, Col-de-Raus, La Croix-de-Cougoule, Castes-Ruines, Baisse-de-Scuvion, Pierre-Pointue, La Péna, La Colleta i Collet-du-Pilon |

#### Petitsouvrages(PO)

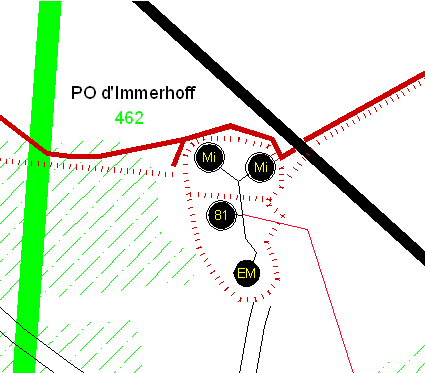
Esquema del petit ouvrage de l'Immerhof: tres blocs de combat connectats a una entrada

Els 57 petits ouvrages (PO), també anomenats «ouvrages d'infanteria», (36 al nord-est i 21 al sud-est) corresponen a les classes 3, 4 i 5. Estan formats d'1 a 6 blocs, amb armes d'infanteria (en molts casos amb morters de 81 mm, d'aquí que també s'anomenen «petit ouvrage d'artilleria» o «ouvrage mixt»). Els «ouvrages monobloc» són un cas apart, formats per dues cambres de tir i la torreta per ametralladores en un gran bloc per motius d'adaptació al sòl.
En el nord-est, els petits ouvrages garanteixen la continuïtat del foc en flanc de les metralladores i dels canons antitancs gràcies a les ranures de l'estructura, reforçades la part frontal i posterior per torretes per a dues metralladores. Els projectes del CORF també van planificar equipar-los cadascun amb una torreta per a dos morters de 81 mm, torretes que es van ajornar per estalviar diners (només es van instal·lar als ouvrages de l'Immerhof i de l'Otterbiel). Pel que fa al petits ouvrages del sud-est (Alps), la seva missió no és assegurar un flanc (imposat pel relleu), sinó prohibir el pas per una vall o un coll.
Hi ha tres categories de petits ouvrages: 
- la primera categoria correspon als petits ouvrages d'infanteria planificats com a tals, com els ouvrages de Bersillies, La Salmagne, La Ferté, Ferme-Chappy, Immerhof (mixt), Bois-Karre (monobloc), l'Oberheid, Sentzich (monobloc), Coucou (un observatori no construït), Hobling (no construït), Bousse, Berenbach, Bovenberg, Denting, Village-de-Coume, Annexe Nord de Coume (monobloc), Annexe South de Coume (entrada no construïda), Bambesch (entrada no construïda), Einseling (monobloc), Teting (entrada no construïda), Welschof (entrada no construïda), Lembach (entrades no construïdes), Châtelard, Cave-à-Canon, Arrondaz, Col-de-Buffère, Gondran E, Aittes, Saint-Ours Bas (monobloc), Col-de-la-Moutière, Fressinéa, Valdeblore, Baisse-de-Saint-Véran i Col-de-Brouis.
- la segona categoria correspon als petits ouvrages d'artilleria inacabats per motius pressupostaris (els blocs d'artilleria i les entrades es posposen a una segona fase de construcció, però mai es financen), com els ouvrages d'Eth, de les Sarts, de Boussois, de Thonnelle, del Mauvais-Bois, del Bois-du-Four (monobloc), d'Aumetz, de Coume, del Mottenberg, del Kerfent, de Laudrefang, del Haut-Poirier, de Rohrbach i de l'Otterbiel (mixt).
- la tercera categoria correspon als «refugis actius» del sud-est, que són simples refugis-coves que s'han ampliat amb una un casemata d'infanteria o un observatori d'artilleria.

#### Grosouvrages(GO)
Els 40 gros ouvrages (grans ouvrages, GO), també anomenats «ouvrages d'artilleria», (22 al nord-est i 18 al sud-est) corresponen a les classes 1, 2 i 3. Estan formats de 5 a 19 blocs, amb armes d'artilleria o d'infanteria (sovint una combinació d'ambdues). Aquestes estructures tenen la funció d'assegurar el flanc de la línia de resistència amb les seves casamates i torretes (aquestes últimes poden actuar frontalment i pel seu darrere).
Hi ha tres categories de gros ouvrages, depenent de la seva dimensió:
- la primera categoria correspon als «ensembles» (conjunts), que són els més grans entre els ouvrages, tant que se subdivideixen en dos elements anomenats demi-forts (mig-forts), demi-ouvrages (mig-ouvrages) o ailes (ales), connectats per galeries que formen una estructura arborescent en forma d' Y, com els ouvrages del Hackenberg, del Simserhof i de l'Hochwald.
- la segona categoria correspon als ouvrages que tenen connectades totes les seves estructures per una única i llarga galeria, com els ouvrages del Chesnois, de Fermont, de Latiremont, de Bréhain, de Rochonvillers, de Molvange, de Soetrich, del Kobenbusch, de Métrich, del Billig, del Michelsberg, d'Anzeling, del Schiesseck i de Schœnenbourg.
- la tercera categoria correspon als ouvrages més concentrats, instal·lats sobre els relleus (turó al nord-est o cingle al sud-est), que només requereix una galeria curta (sense una via ferroviària de 60 cm), com els ouvrages de Vélosnes, del Galgenberg, del Mont-des-Welches, del Grand-Hohékirkel, del Four-à-Chaux, de Saint-Antoine, del Sapey, del Lavoir, del Janus, de Roche-la-Croix, de Saint-Ours Haut, de Rimplas, de Gordolon, de Flaut, del Monte-Grosso, de l'Agaisen, de Saint-Roch, del Barbonnet, de Castillon, de Sainte-Agnès, del Mont-Agel, de Roquebrune i de Cap-Martin.

#### Posts d'avançada alpins
Als Alps, els 29 posts d'avançada (avant-postes, AP) són autèntics ouvrages, composts per diversos petits blocs connectats entre ells per galeries subterrànies. Les diferències amb els altres ouvrages són primerament les seves dimensions més modestes, amb blocs més lleugers i menys armats (només armes d'infanteria). No van ser planificats pel Comitè organitzador de les regions fortificades (CORF), sinó per la 14a i 15a regió militar, i van ser construïts per mà d'obra militar (MOM).
Aquests posts avançades es localitzen prop de la frontera franco-italiana, enfront de la principal línia de resistència composta per les estructures CORF, igual que amb el post d'avançada del Collet-du-Pilon. El post d'avançada de Pont-Saint-Louis està separat, limitant-se a un simple búnquer que fa de barricada.

### Components
Tot i que hi ha hagut una evolució en la construcció de les estructures de la línia Maginot, totes s'organitzen per mitjà de tres components:
- l'entrada per a homes i municions (o les dues entrades per separat);
- les instal·lacions subterrànies: galeries, casernes, fàbrica, magatzem de municions, etc.;
- els blocs de combat: casamates i torretes.

#### Entrades

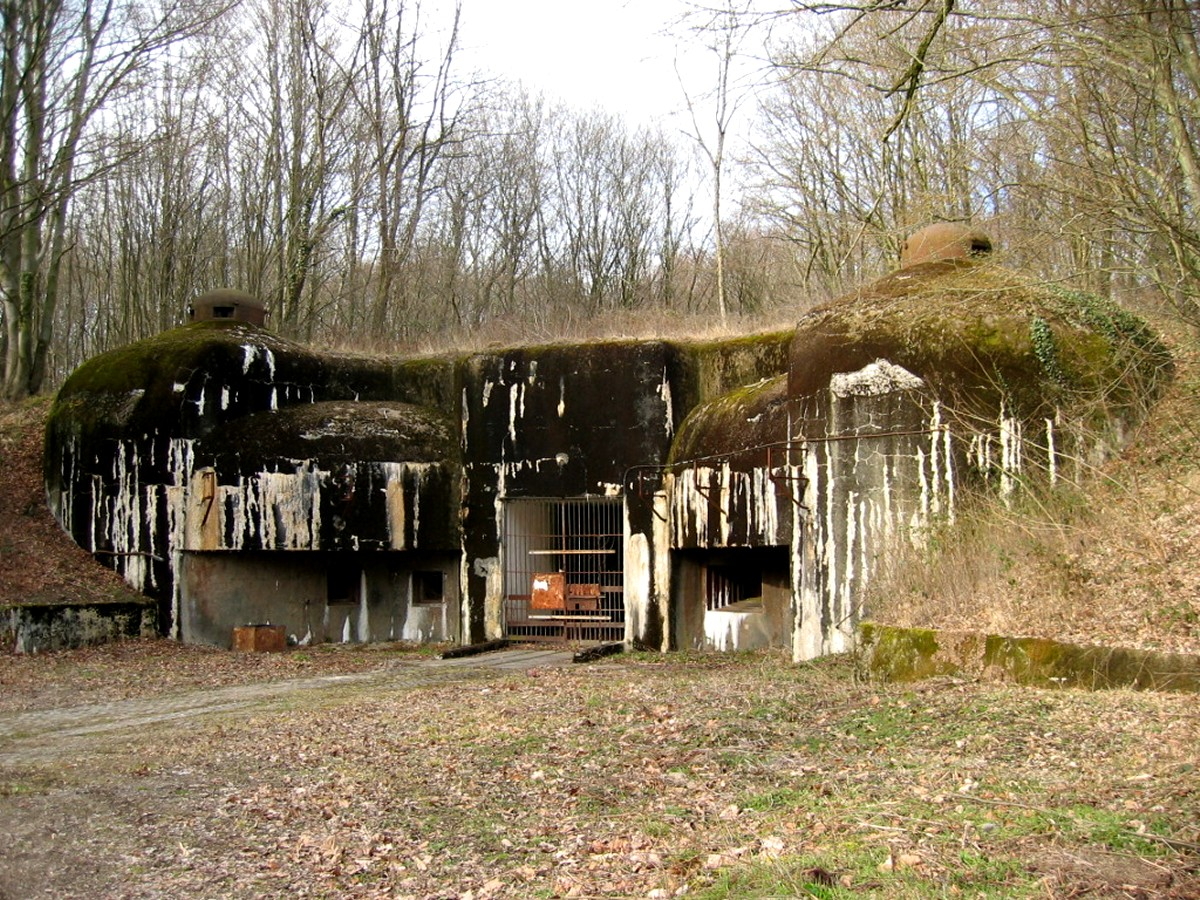
Entrada de municions de l'ouvrage del Kobenbusch (2004)

L'accés a un ouvrage es fa generalment per mitjà de blocs que serveixen com a entrades, teòricament dues entrades per ouvrage. En molts ouvrages, els problemes econòmics van imposar la construcció de només una sola entrada (anomenada entrada mixta), o qualsevol tipus d'accés (una casamata de l'ouvrage equipada amb una porta). L'avantatge de tenir dues entrades és principalment tenir dues preses d'aire separades; les dues estan llunyanes entre elles i, sobretot, a diferent alçada (en cas de bombardeig, s'acumulen els gasos tòxics en el fons). Aquestes dues entrades estan especialitzades; la més gran es fa servir per a l'entrada de municions (EM), i la segona més petita es fa servir per a l'entrada d'homes (EH).
Segons la configuració del terreny, aquestes entrades poder ser al mateix nivell, en un pla inclinat (amb una escala o amb un cubell sostingut per un contrapès per descendir pendents del 25%) o en pous (amb ascensors i escales). Als Alps, algunes entrades inclinades estan equipades amb un telefèric.
Les entrades estan protegides pel gruix de la seva façana i llosa de formigó armat, per les seves portes blindades (tancades hermèticament), una fossa diamant, i les seves armes (canons antitancs, metralladores bessones, fusells metralladores i llançagranades), a les quals s'afegeixen les armes dels altres blocs, ouvrages veïns i tropes d'interval.

#### Instal·lacions subterrànies
La comunicació entre els blocs és fa entre galeries subterrànies, sovint enterrades profundament (generalment a 30 metres de profunditat), per permetre el subministrament d'electricitat, aire net, munició i homes a cada bloc. Quan les dimensions de l'estructura ho requereixen, les galeries estan equipades amb rails per on circulen trens amb motor elèctric.
Els grups electrogens, el sistema de ventilació, els filtres d'aire, els magatzems de municions, les casernes i la sala de comandament de l'ouvrage, estan instal·lats al subterrani, prou profund per estar fora de perill i a l'abric dels bombardeigs. Cada ouvrage té una fàbrica amb quatre grups electrogens (dos actius i dos en reserva), transformadors elèctrics, ventiladors, una sala de filtres (filtres d'aire per a gasos tòxics) i un taller. S'emmagatzema municions, combustible (gasoil) i oli de motor perquè l'ouvrage sigui autònom durant almenys tres mesos.
Cada caserna té un bloc quirúrgic, una cuina, habitacions, una presó, etc. Generalment, la sala de comandament de l'ouvrage es troba a prop, connectat per telèfon a tots els blocs de l'ouvrage, observatoris i ouvrages veïns. En grans ouvrages s'afegeixen dipòsits d'aigua bé o s'agafa d'una font subterrània, clavegueram i un tanatori.

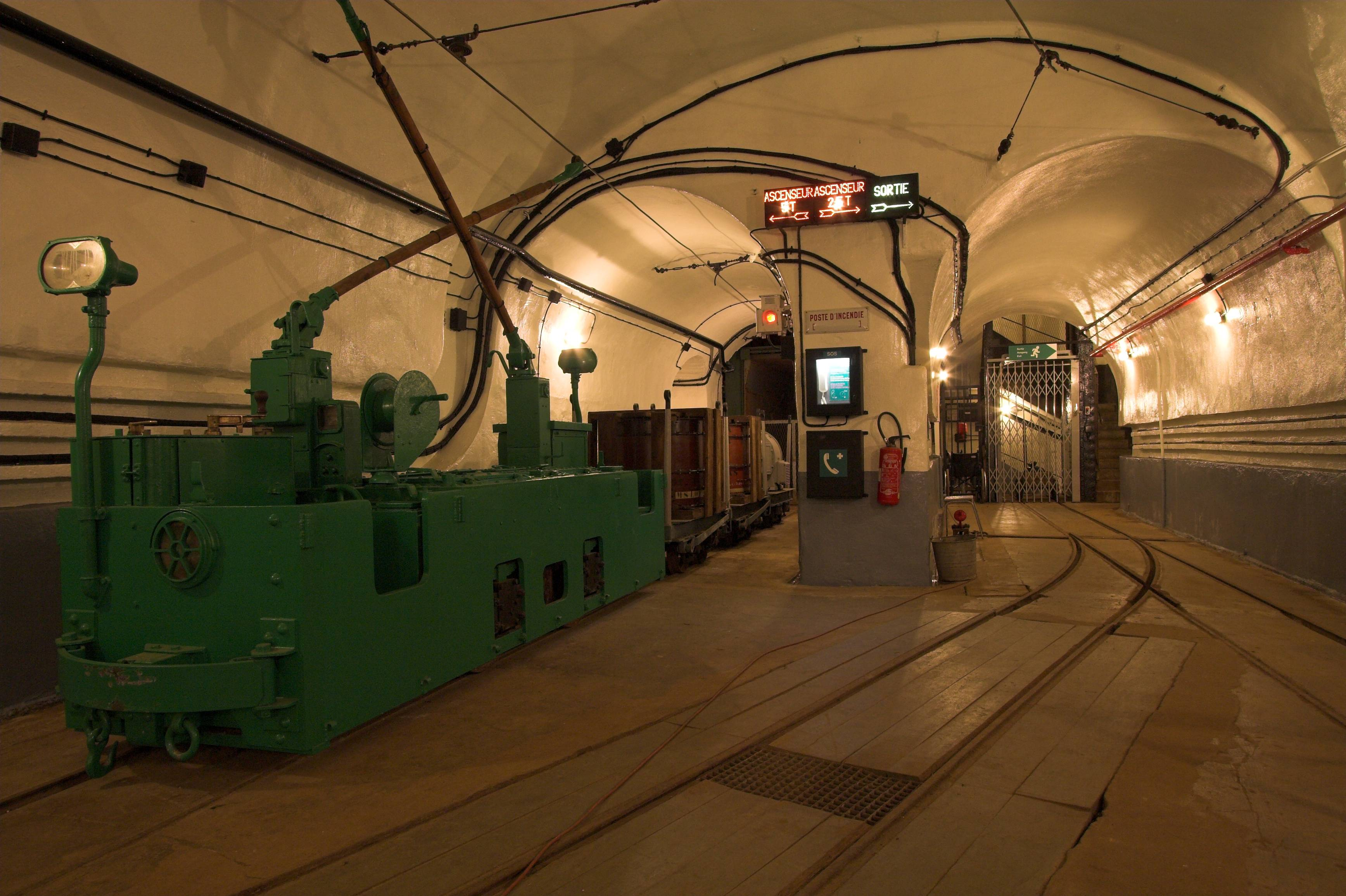
Galeria subterrània, tren elèctric i ascensors de l'ouvrage de Schœnenbourg, 2006
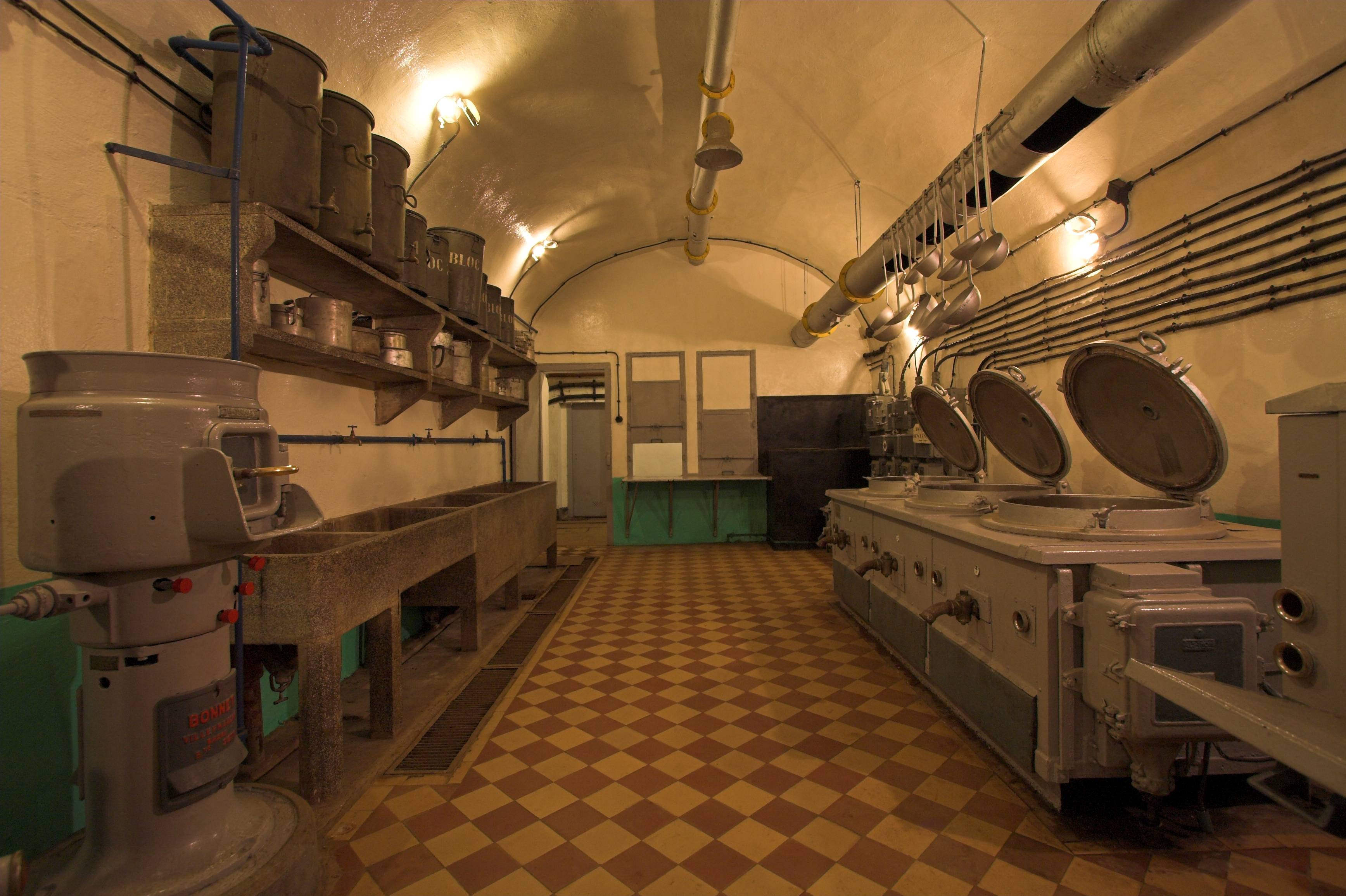
Cuina de l'ouvrage de Schœnenbourg, 2006
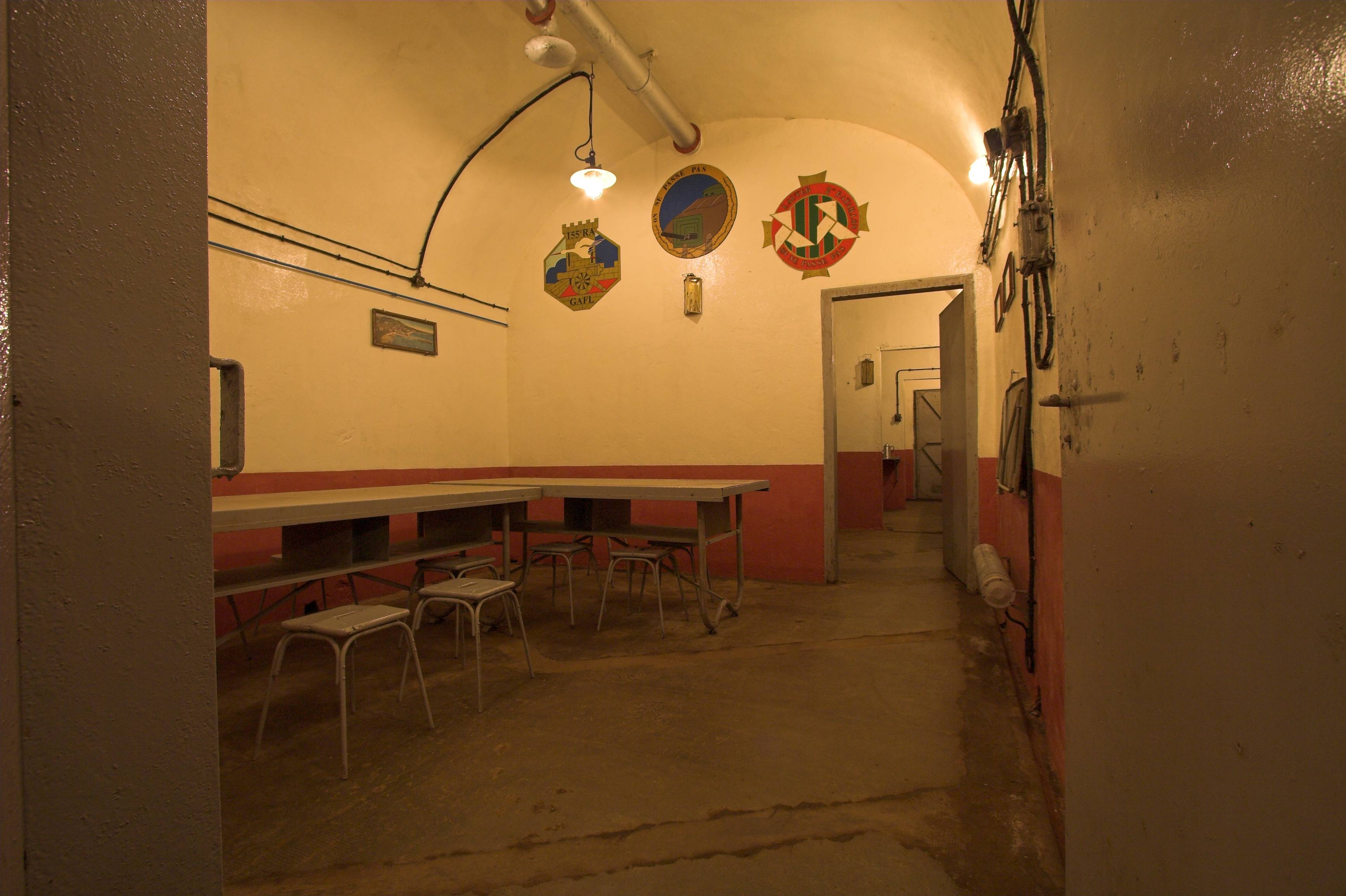
Menjador dels oficials de l'ouvrage de Schœnenbourg, 2006

#### Blocs de combat

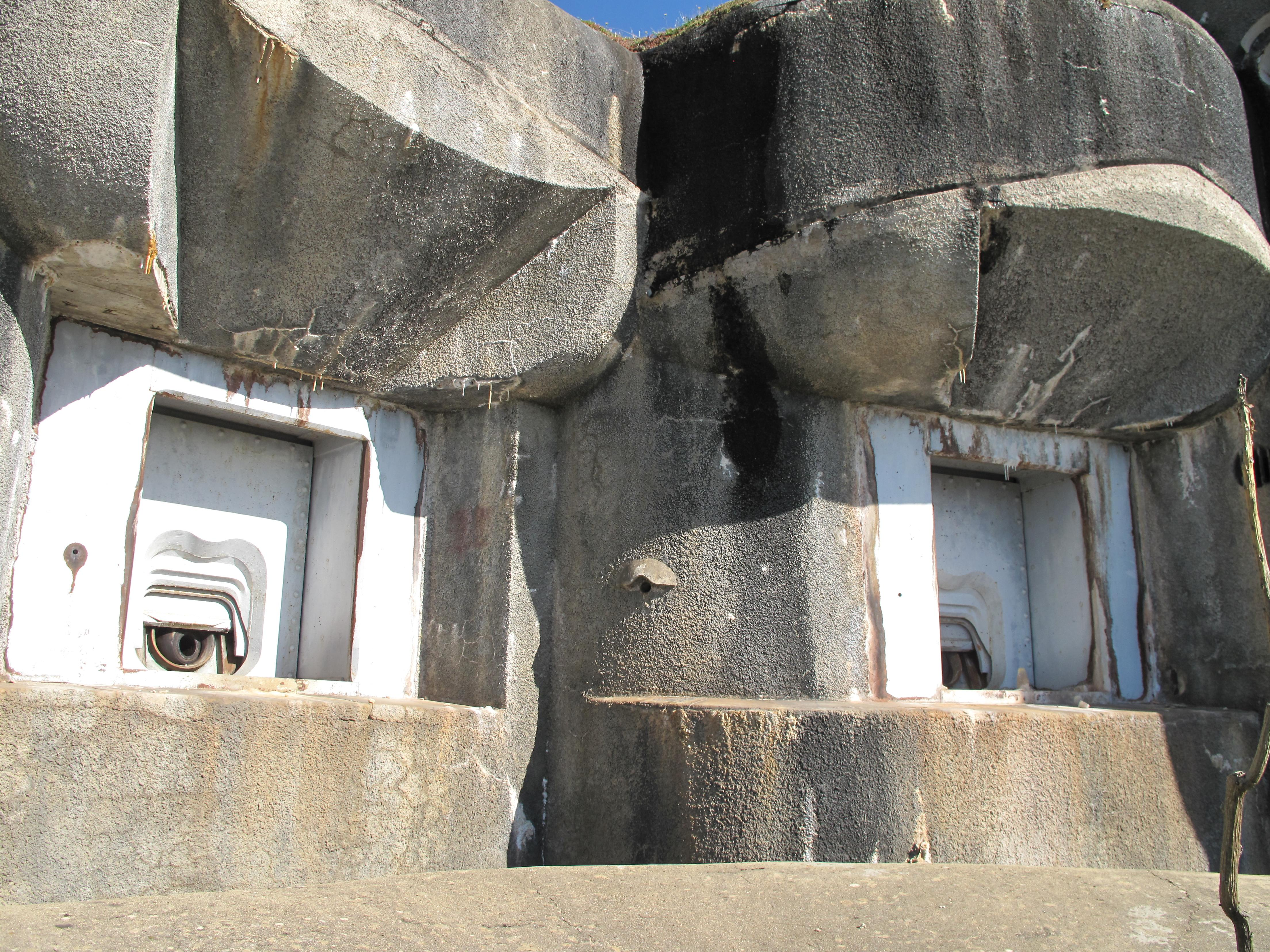
Dues troneres que protegeixen cadascuna un canó del bloc 2 de l'ouvrage de Sainte-Agnès (2010)

La funció principal de l'ouvrage, el combat, està proporcionada pels blocs de combat que es troben a la superfície. Aquests blocs han de ser de mida reduïda, dispersos sobre el terreny a raó de 50 a 100 metres entre cadascun i no estar alineats, per reduir els efectes del bombardeig. Aquests blocs de combat estan protegits per façanes i lloses de formigó armat molt gruixut (3,5 metres d'ample per a les parts exposades, i fins a 6 m al voltant de les torretes), per fosses, filferro d'arç i fragments de vies de ferrocarril, blindatges (torretes eclipsables, tremuges que segellen les troneres, portes blindades i revestiment interior amb xapa), i per les seves armes.
L'armament és relativament escàs, però amb una alta cadència de foc: fusell metrallador, metralladores bessones, canons antitancs, morters i canons. Totes aquestes armes són:
- les armes que es troben sota una «campana» (blindatge que sobresurt per la part superior dels blocs: models GFM, JM, AM, VP, VDP o LG);
- les armes que es troben dins d'una «torreta eclipsable» (vuit models de blindatges mòbils: torreta de 75 mm model 1933, torreta de 75 mm R model 1932, torreta de 75 mm R model 1905 (només instal·lada a l'ouvrage del Chesnois), torreta de 135 mm model 1932, torreta de 81 mm model 1932, torreta de metralladora model 1935, torreta per dues armes mixtes (a partir de torretes de 75 mm model 1905 modificades), i torreta per una arma mixta i un morter model 1935);
- les armes que es troben a l'interior d'una casamata (principalment d'infanteria amb una tronera mixta JM/AC, o d'artilleria per a canons de 75 mm, morter de 81 mm model 1932 o llançabombes de 135 mm model 1932).

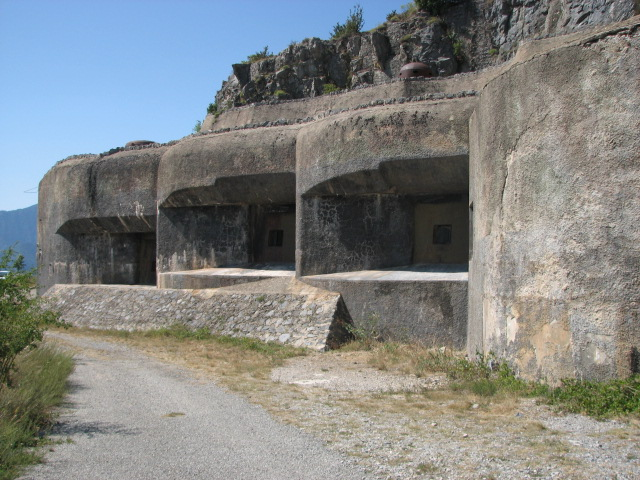
Casamata d'artilleria per a tres canons de 75 mm (ouvrage de Rimplas, bloc 5)
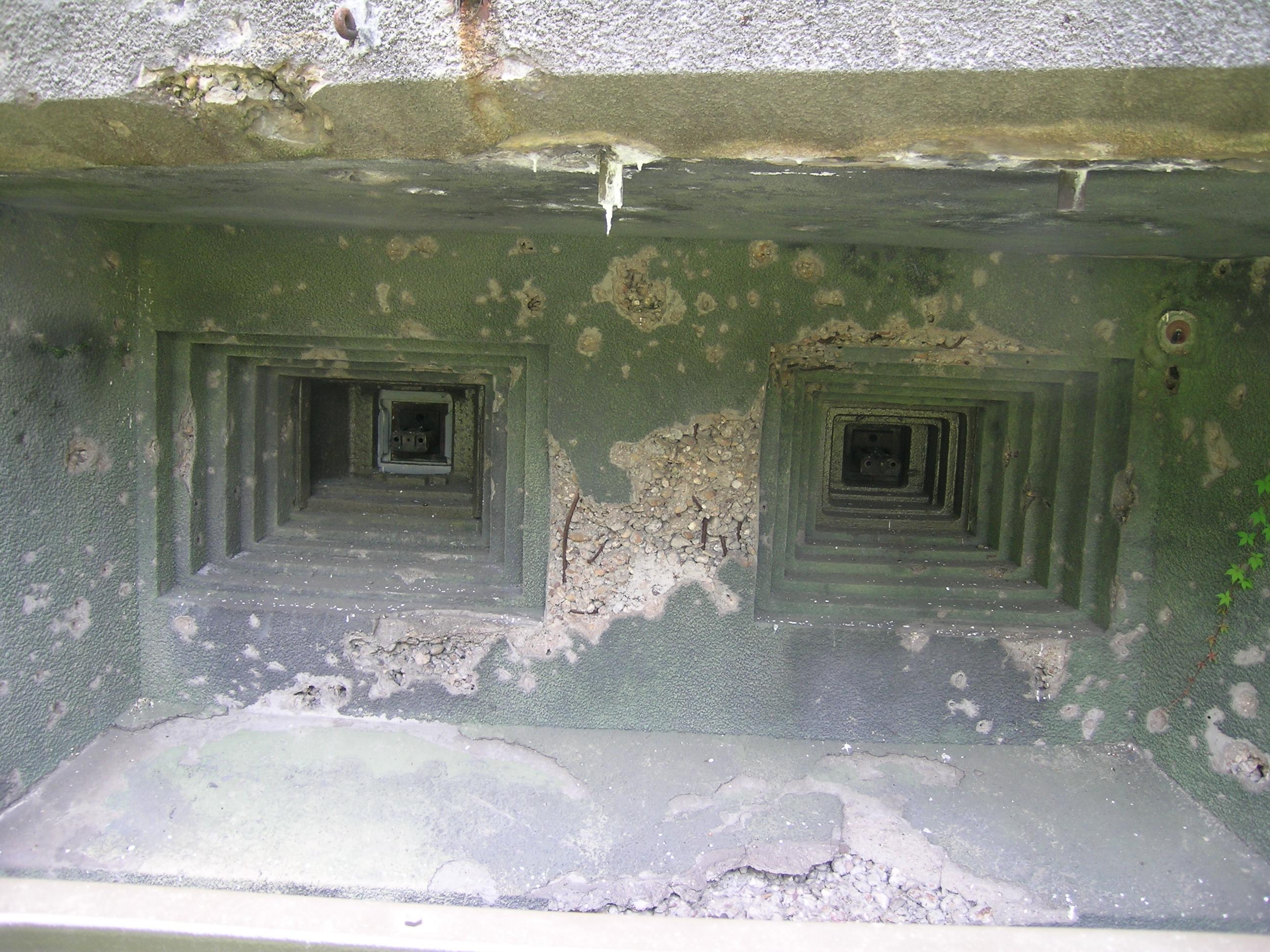
Dues troneres d'infanteria, mixta JM/AC i JM (ouvrage del Bois-Karre).
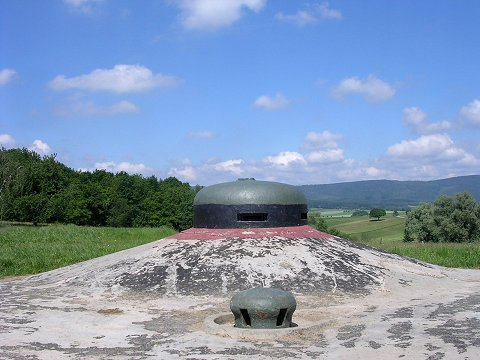
Campana VDP del bloc 4 de l'ouvrage de Schœnenbourg (el «xampinyó» en primer pla protegeix l'aireació)
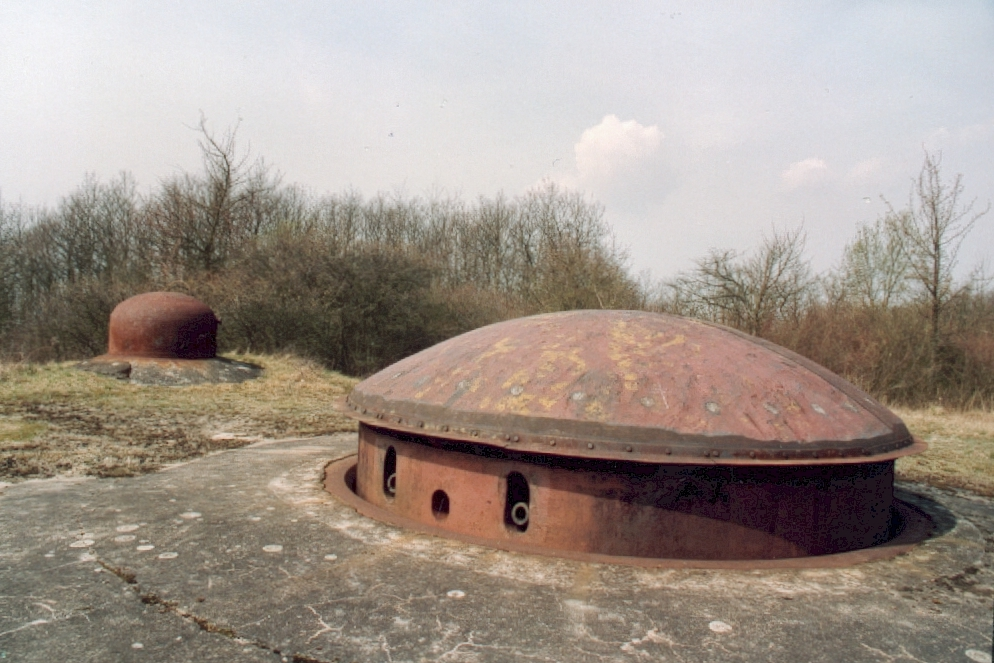
Torreta de 75 mm 33 en bateria al costat d'una campana GFM (ouvrage de Métrich, bloc 8)
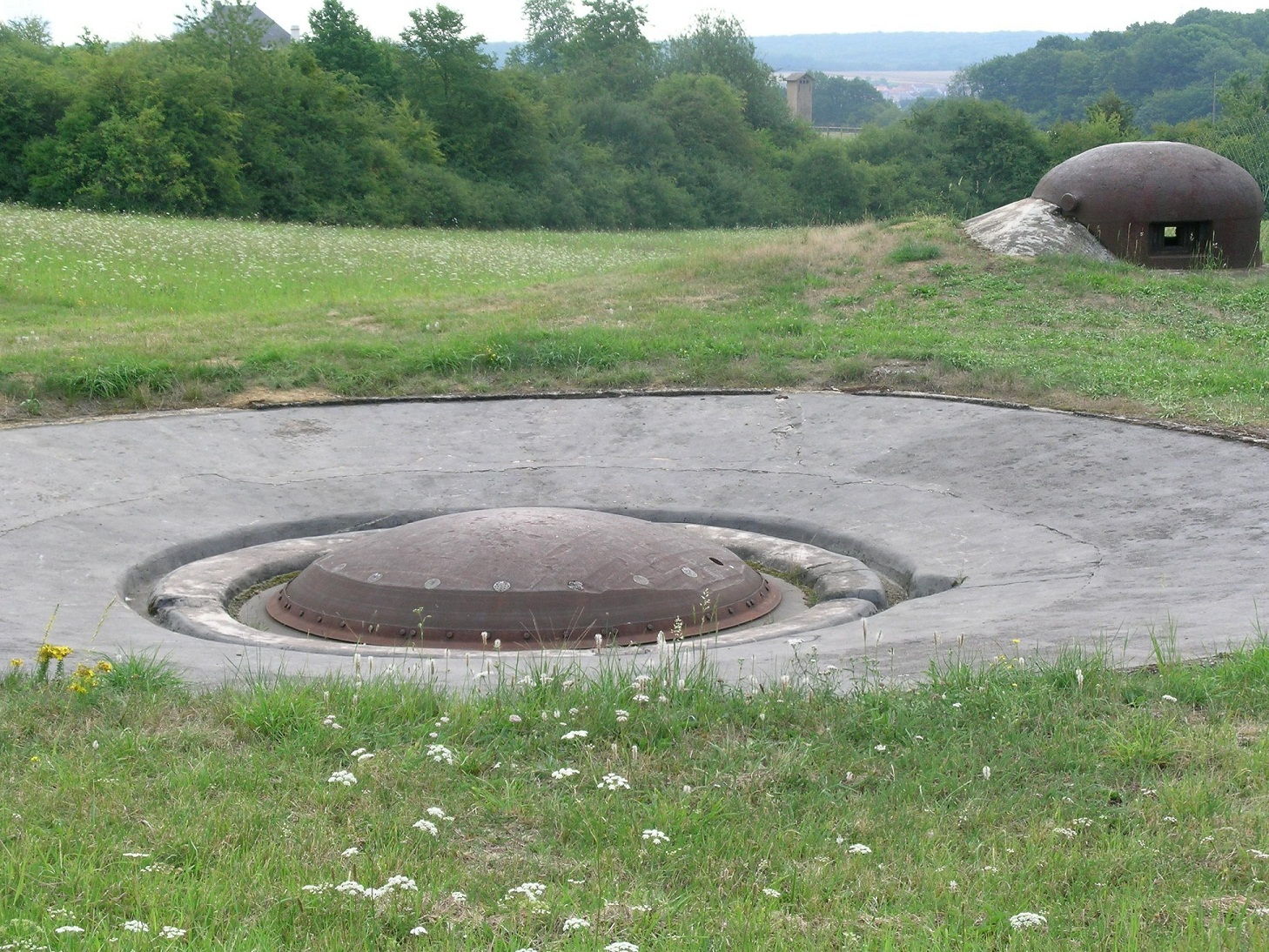
Torreta de 81 mm eclipsada, protegida per una campana GFM (ouvrage de l'Immerhof, bloc 3)
Esquema d'un bloc d'artilleria que mostra el sistema d'elevació d'una torreta

### Les tropes de fortalesa

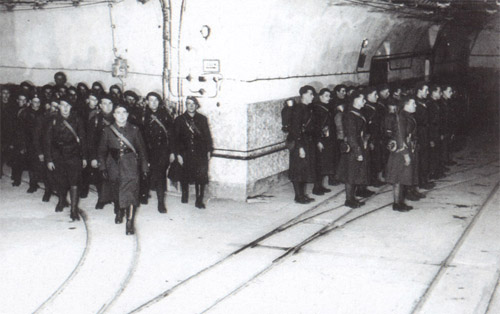
Relleu de tropes a l'interior d'un gros ouvrage de la línia Maginot, 1939

La guarnició de cada ouvrage, anomenada «tripulació» per analogia amb un vaixell de guerra, varia segons la seva grandària i el seu armament. Segons la necessitat de personal especialitzat, la tripulació es compon de destacaments de Regiments d'infanteria de fortalesa (Régiments d'infanterie de forteresse, RIF) o Batallons alpins de fortalesa (Bataillons alpins de forteresse, BAF) per al servei d'armes d'infanteria, regiments d'artilleria de posició (Régiments d'artillerie de position, RAP) per al servei de peces d'artilleria, i batallons d'enginyers de fortalesa (Bataillons de génie de forteresse, BGF) per a transmissions (telèfon i ràdio), transport (xarxa ferroviària del molts gros ouvrages), etc.
Per a petits ouvrages alpins i avançats, només armats (amb poques excepcions) amb armes d'infanteria, les seves tripulacions consisteixen essencialment en un destacament d'infanteria. Per als gros ouvrages, formates per blocs d'infanteria i blocs d'artilleria, les seves tripulacions tenen una composició més variada, reunint diferents armes (infanteria, artilleria i enginyeria).

#### Organització
Com que les unitats de fortalesa han de proporcionar, d'una banda, el personal de guarnició als ouvrages i a les casamates i, d'altra banda, les tropes d'interval (aquestes últimes ocupen durant la mobilització els punts de suport i petits búnquers), es preveu una especialització.

El 3 de juny de 1935, el general Maurice Gamelin va ordenar la constitució d'unitats específiques per als ouvrages del nord-est: 
Com a resultat, el 1936 es van crear les «bateries d'ouvrages» (anomenats «grups d'artilleria de fortificació» (groupes d'artillerie de fortification, GAF), a la regió fortificada de La Lauter) dins dels RAP i el 1937 les «companyies de guarnicions d'ouvrages» (compagnies d'équipages d'ouvrages, CEO) dins del RIF. Per tant, cada sector fortificat o defensiu del nord-est disposa en temps de pau d'un RIF que agrupa les CEO (de dues a sis, per a ouvrages i casamates) i les «companyies de metralladores» (per als intervals), així com un RAP que agrupa les bateries dels ouvrages i les «bateries de posició». Les CEO i les bateries dels ouvrages estan estacionades en temps de pau a les «casernes de seguretat», casernes distribuïdes a raó d'una per subsector al llarg de la línia, així com a les «casernes lleugeres de proximitat» amb costat de l'entrada de cada ouvrage (les casernes subterrànies no s'utilitzen en temps de pau, excepte en alertes i exercicis).
Just abans de la mobilització de 1939, el total de les tripulacions dels ouvrages correspon a un efectiu de 16000 homes, inclosos 450 oficials.
A la mobilització, es van dissoldre els CEO de la regió fortificada de Metz, mentre que els del nord (SF de l'Escaut i SF de Maubeuge) i la regió fortificada de Lauter es mantenen. Pel que fa a les bateries dels ouvrages, es multipliquen al raó d'una bateria per ouvrage d'artilleria o més rarament per dos ouvrages (com per exemple els ourvages de Galgenberg i del Kobenbusch, que van servir per la 34a bateria del 151e RAP), excepte en la cas de l'ouvrage del Hackenberg que va requerir dues bateries (35e / 153e RAP per al mig-ouvrage oest i 34e / 153e RAP per al mig-ouvrage est).

#### Estructura del comandament
En temps de pau, les tripulacions estan sota les ordres del comandant del sector fortificat (SF) o defensiu (SD), que rep les ordres del comandant general de la regió militar. En temps de guerra, les tripulacions encara estan sota el comandament del seu sector fortificat (algunes prenen el nom de «cos d'exèrcit de fortalesa» (corps d'armée de forteresse, CAF) o «divisió d'infanteria de fortalesa» (division d'infanterie de forteresse, DIF), però ara aquest sector depèn d'un dels exèrcits de maniobra.
Dins de cada ouvrage, el comandament conjunt entre armes s'unifica sota l'autoritat d'un comandant (de vegades anomenat «pacha»), generalment un oficial d'infanteria, excepte en els més grans gros ouvrages d'artilleria, assistit per un adjunt, o en les gros ouvrages per un comandament segon. Ells tenen sota el seu comandament els oficials que comanden els diferents serveis: el comandant de l'artilleria (si n'hi ha), el comandant d'infanteria, el comandant d'enginyers (responsable de la seguretat contra incendis, les infiltracions de aigua i gas), el major de l'ouvrage (responsable de l'administració, de la disciplina, de la circulació dins de les galeries i la defensa dels subterranis), el cap de transport, el cap de transmissions i el metge cap.

#### Servei
Per garantir el servei continu dels diferents cossos dels ouvrages, la majoria dels membres de la tripulació es divideixen en diversos equips, que es van relevant. El sistema està inspirat en el qual es fa servir en les unitats de l'armada francesa, on cada costat del vaixell (babord i estribord) es compon de dos quarts (equips) en la mesura que els oficials navals van contribuir a definir les instruccions i que diversos oficials no comissionats i els oficials de les fortificacions van realitzar entrenaments al mar. Els homes estan assignats a un bloc o servei, cadascun amb un número de rol (exemple: «5-311» per al bloc 5, primer canoner del primer torn del servei) que es troba al llit.
La tripulació d'un bloc d'infanteria es divideix en quatre equips (quart de vigília, quart de piquet, quart de reforç, i quart disponible), tres dels quals estan en els blocs alternant-se entre ells cada vuit hores i un quart en la caserna de l'ouvrage, rellevant-se tots cada vint-i-quatre hores. Per als blocs d'artilleria, la majoria de les tripulacions s'organitzen en tres equips (de vigila, piquet i descans), i alguns en quatre equips; la fàbrica (electricitat, ventilació, filtres, etc.) opera amb quatre equips (dos equips operatius, un de manteniment i un en repòs); les transmissions funcionen amb tres sapadors per estació que s'alternen; els altres serveis (cuines, infermeria, post de comandament, etc.) treballen amb dos equips (dia i nit); només els oficials estan sense relleu.
Per exemple, en un bloc d'infanteria, es preveuen tres situacions:
- en una situació de calma, un quart (de vigília) assegura la vigilància, un segon (de piquet) està en funcionament o en repòs, mentre que un tercer (reforç) es troba a la cambra del bloc;
- en una situació d'alerta, dos quarts (de vigília i de piquet) serveixen l'armament principal (metralladores i campanes), mentre que el tercer quart (de reforç) es troba a la cambra;
- en una situació de combat, es pot cridar el quart de la cambra per servir l'armament de defensa propera (troneres FM i canonades llança-granades).

## Història

### Evolució i projectes
Els projectes francesos de la dècada del 1920 es basen en les fortificacions anteriors construïdes pels francesos i els alemanys al final del segle xix i amb l'experiència de la Primera Guerra Mundial.

#### El sistema Séré de Rivières

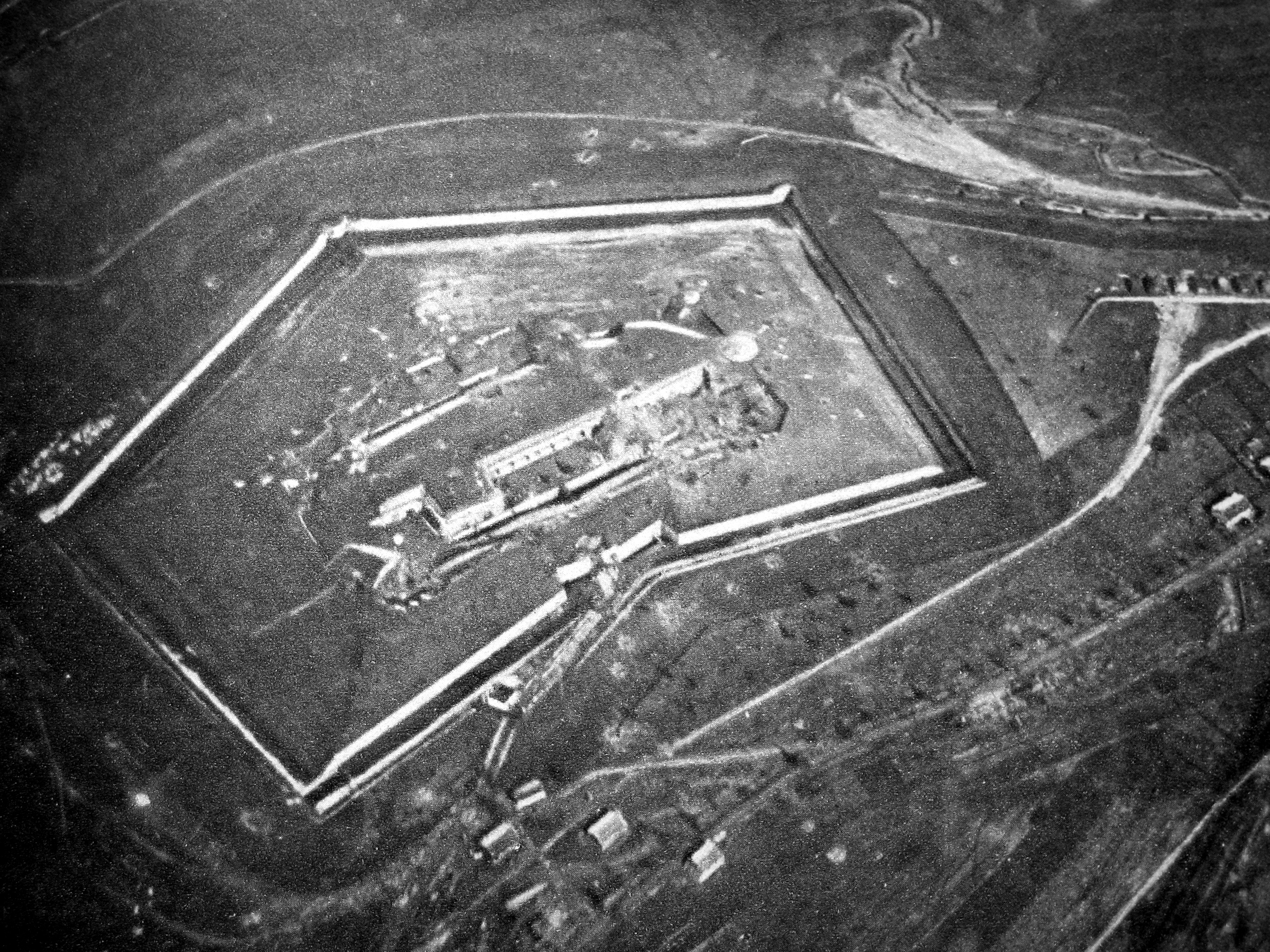
Fotografia aèria de fort de Douaumont, a prop de Verdun (primavera de 1916)

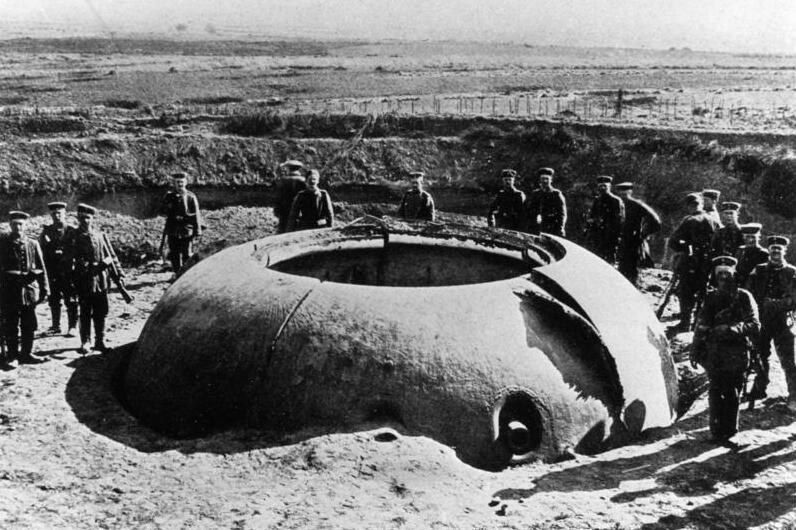
Torreta Mougin del fort de Boussois, a prop de Maubeuge, destrossada per obusos alemanys de 210 mm

Després de la guerra francoprussiana de 1870 a 1871, la República Francesa va construir una sèrie de fortificacions al llarg de la seva nova frontera amb l'Imperi alemany, que porten el nom del seu dissenyador, el general Séré de Rivières.
Aquestes fortificacions es basen principalment en forts, que formen cinturons al voltant de certes ciutats (Verdun, Toul, Épinal, Belfort, París, Lió, Brest, etc.) o línies (anomenades «rideaux», cortines) entre aquestes fortaleses. En alguns casos, es pot construir un fort aïllat (punt fort) per controlar un punt estratègic. Els forts Séré de Rivières són de forma poligonal, envoltats de fossats defensats per caponeres, que envolten els quarters, els magatzems i les bateries a l'aire lliure protegides per parapets. La majoria d'aquests forts es van modernitzar a partir de 1885, d'una banda, afegint capes de formigó sobre ells, per altra banda, protegint l'armament sota casamates de formigó (anomenades «casemata de Bourges») disparant en flanqueig, els cofres de contraescarpa i les torretes eclipsables (models Mougin, Bussière, Galopin, GF4 i 75 R 1905).
Aquests forts es van posar a prova durant la Primera Guerra Mundial. El 1914, els forts i les ciutats que protegien (Lieja, Namur, Anvers, Longwy, Lilla i Maubeuge), així com la fortalesa de Manonviller, van caure ràpidament en mans dels alemanys després d'un bombardeig d'artilleria pesada de 210, 305 i 420 mm (aquest últim canó obús va ser conegut com el Gran Bertha). Els francesos van recuperar el fort de Manonviller al setembre de 1914, després que els alemanys explotessin les galeries; els enginyers francesos van trobar forats enormes a les voltes, danys erronis atribuïts als obusos de 420 mm. Com a resultat, tots els forts van ser desarmats el 1915, sobretot perquè el front necessitava els cànons dels forts.
Malgrat això, els forts al voltant de Verdun van revelar el 1916 que les seves estructures va ser capaces de resistir els combats, especialment els forts de Vaux, Froideterre i Moulainville. Es guanya confiança en el formigó armat, malgrat que els obusos de 420 mm alemanys i 400 mm francesos (contra el fort de Douaumont, darrere de les línies alemanyes) aconsegueixen perforar les parets dels forts i que les guarnicions van patir la manca d'aigua (els tancs es van esquerdar pels bombardeigs) i l'asfíxia (a causa dels gasos continguts). Els forts de Verdun es van tornar a modernitzar el 1917, afegint grans refugis enterrats profundament (coneguts com a refugis-cova), galeries subterrànies, entrades i casamates (conegudes com a «Pamart») fora del perímetre del fossat.

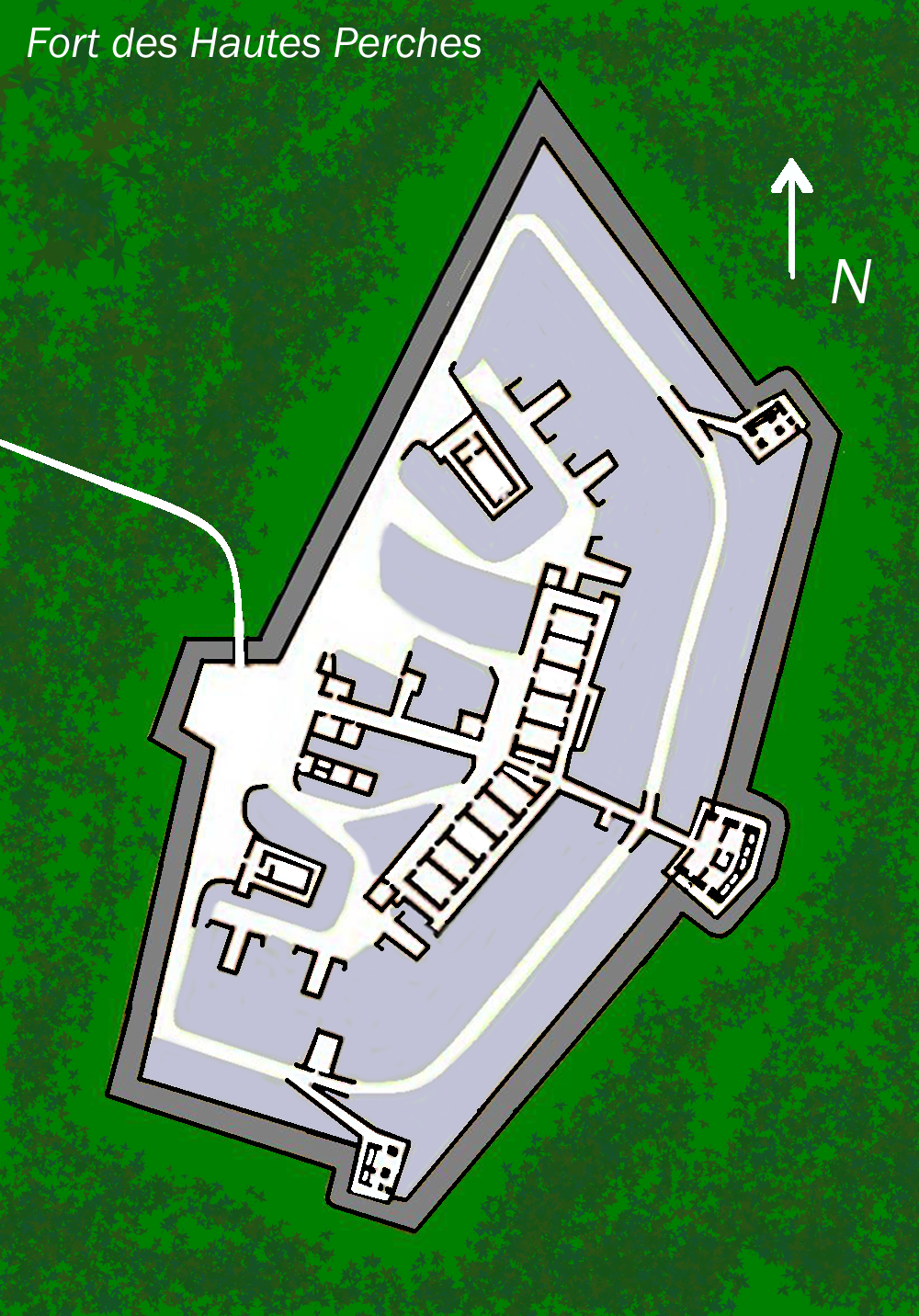
Pla del Fort de les Hautes-Perches, a prop de Belfort
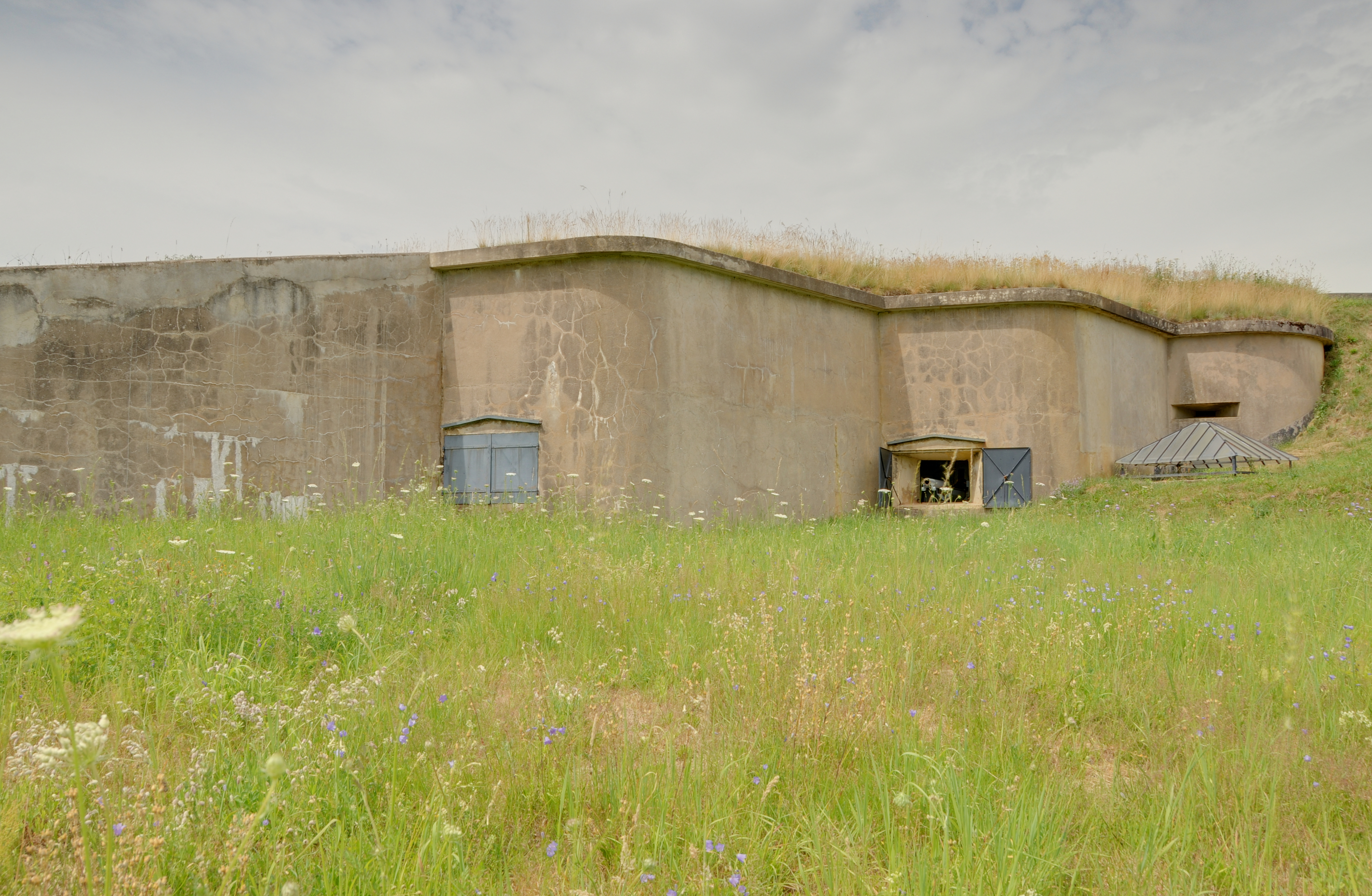
Casamata de Bourges del fort d'Uxegney, a prop d'Épinal
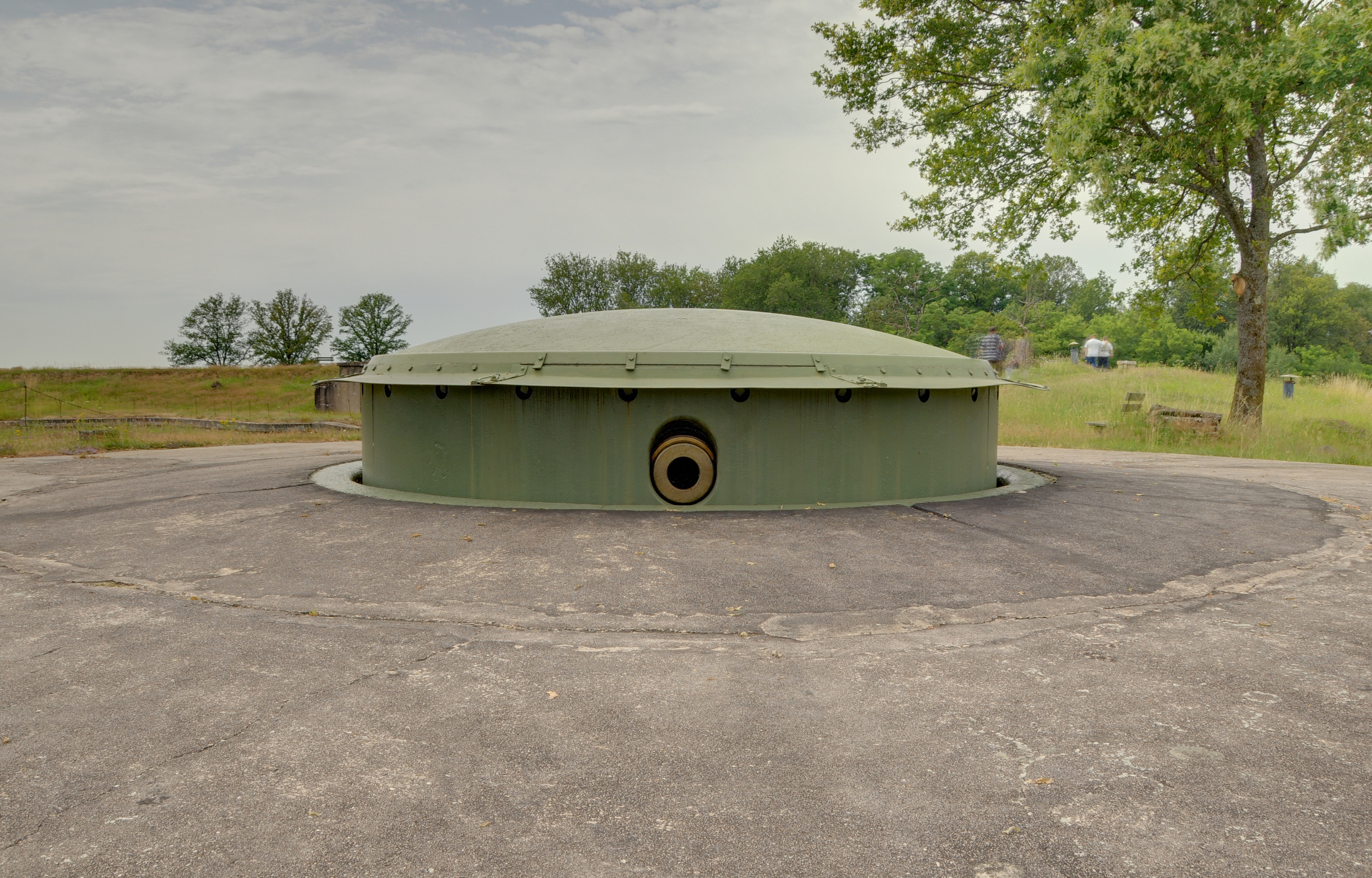
Torreta de canó de 155 mm R del fort d'Uxegney
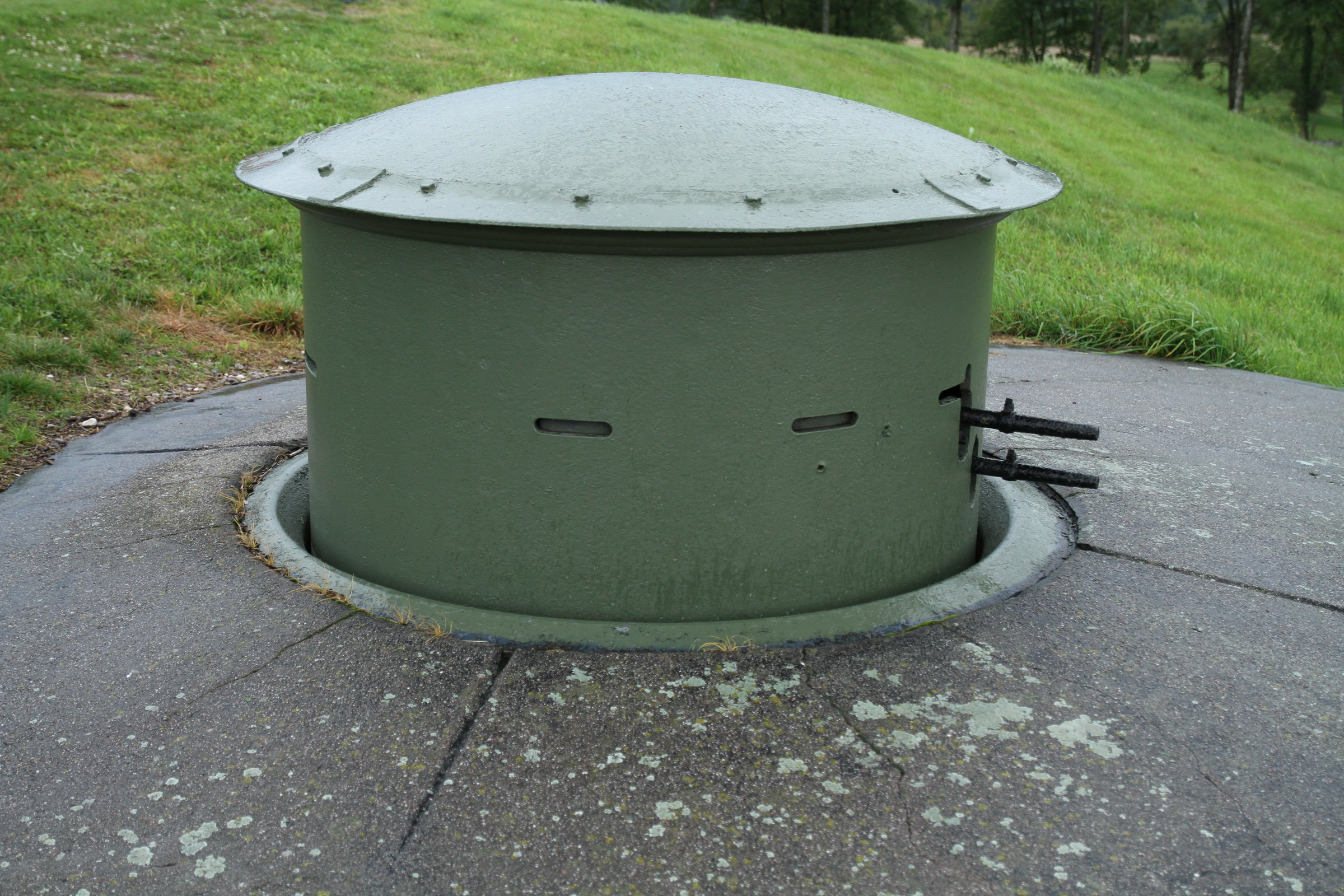
Torreta per metralladora del fort d'Uxegney.
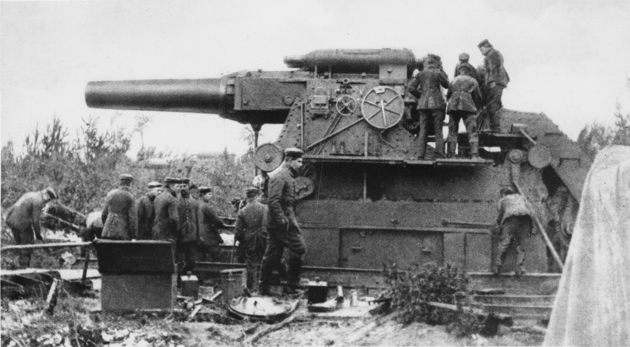
Canó obús de 420 mm alemany
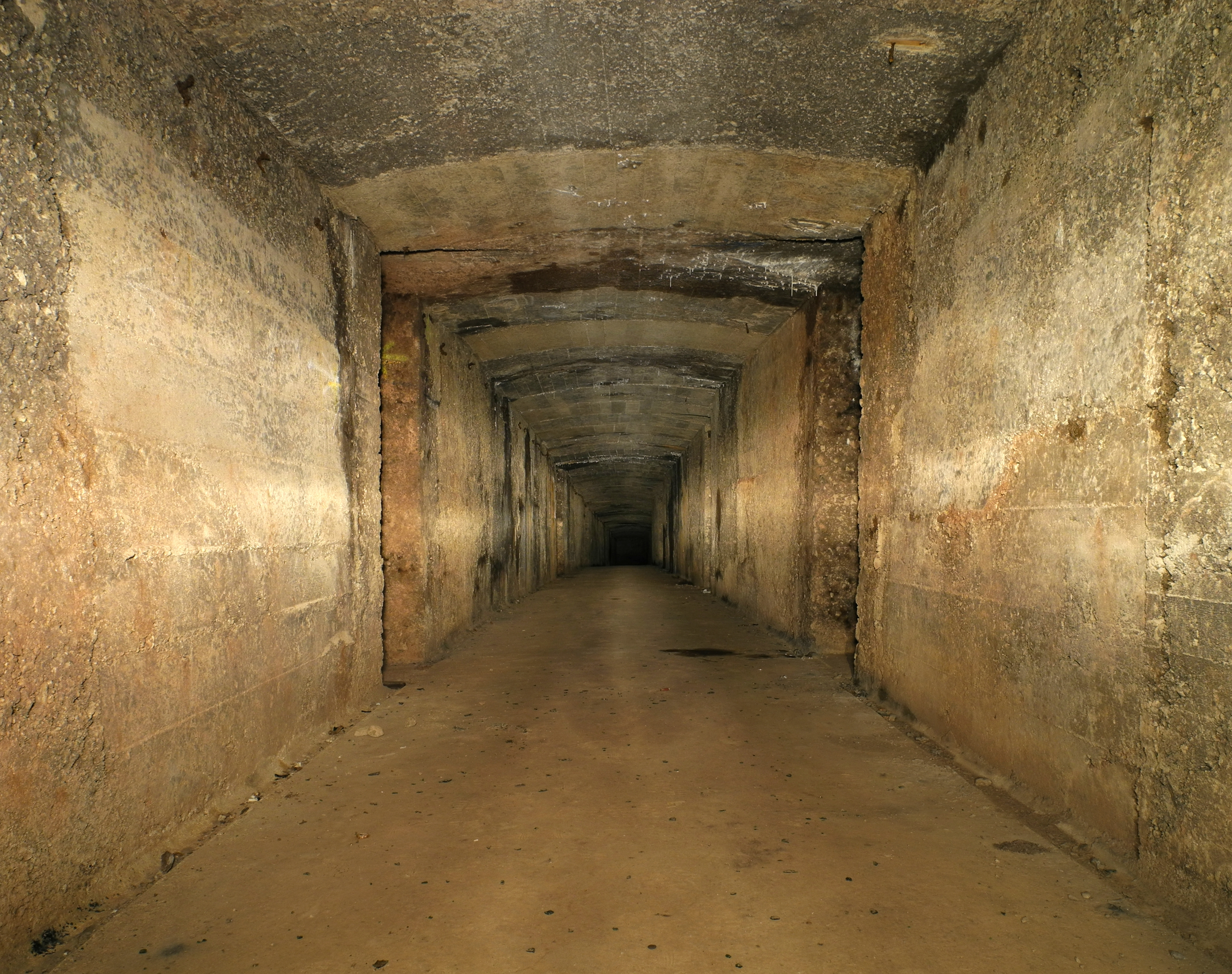
Galeria subterrània del fort de Roppe, a prop de Belfort.

#### El model dels forts alemanys

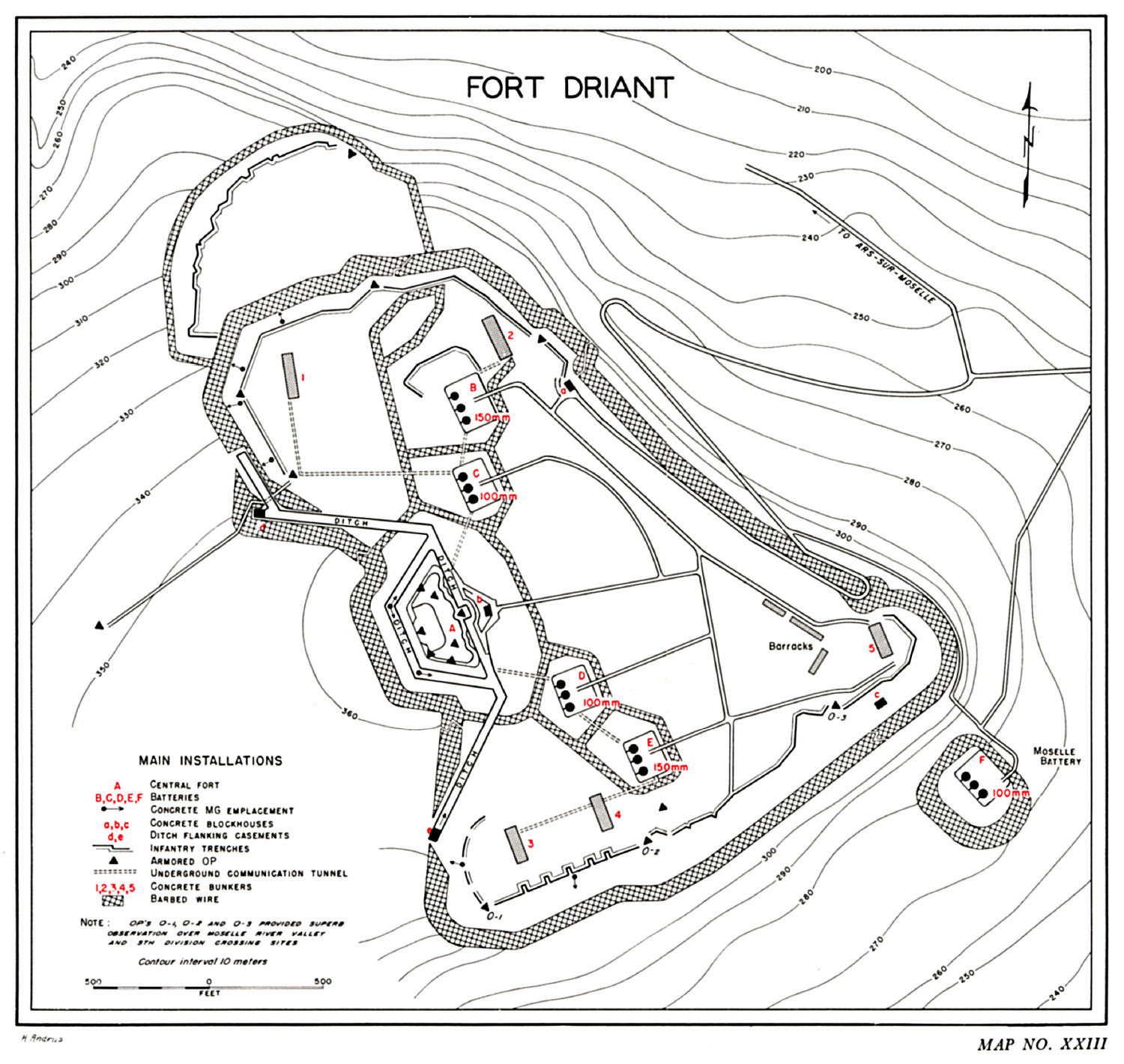
Pla del grup fortificat Driant (Feste Kronprinz),a prop de Metz

L'Alsàcia-Mosel·la va ser un territori alemany entre 1871 (Tractat de Frankfurt) i 1919 (Tractat de Versalles) que va ser enfortit el 1873 per defensar-lo contra una probable ofensiva francesa. Les primeres fortificacions a la nova província alemanya es construeixen al voltant d'Estrasburg i Metz, dos llocs estratègics cadascun protegits per un cinturó de forts construït sota la direcció del general von Biehler; són forts poligonals similars als seus homòlegs francesos del sistema Séré de Rivières.
La novetat és que a partir de 1893 s'experimenta una nova forma de fortificació, primer a Mutzig a Alsàcia (el fort de Mutzig), al voltant de Metz (grups fortificats Driant, Jeanne-d'Arc, Guise, Lorraine, Marne, Yser, Aisne i Verdun) i Thionville (forts de Guentrange, Königsmacker i Illange). Són forts grans, anomenats «grups fortificats» (Feste, en alemany; Festen en plural) construïts de formigó armat, artilleria protegida per blindatge (principalment sota torreta), i òrgans dispersos sobre una gran àrea i dins de la qual es troba instal·lada electricitat, calefacció i ventilació. En els intervals entre aquests grups fortificats es construeixen posicions d'infanteria (amb trinxeres de formigó, ametralladores i refugis enterrats), formant així línies fortificades.
Aquestes fortificacions no van experimentar la prova de combat; l'exèrcit francès no va llançar cap atac contra Metz o Estrasburg.
Quan el 1918 els oficials francesos d'artilleria i enginyeria entren als grups fortificats intactes que els alemanys havien de lliurar operatius i amb la seva munició (segons les condicions de l'armistici), descobreixen unes fortificacions modernes i molt avançades, que els inspiraran en gran manera després de canviar-les el nom.

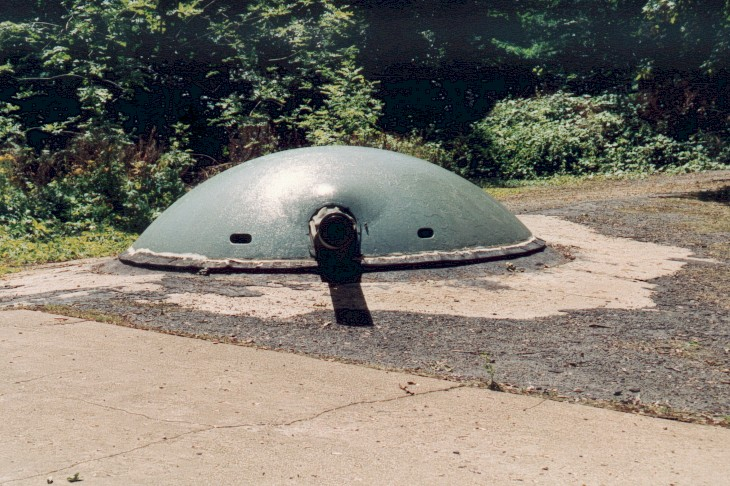
Torreta de canó de 100 mm del fort de Guentrange, a prop de Thionville
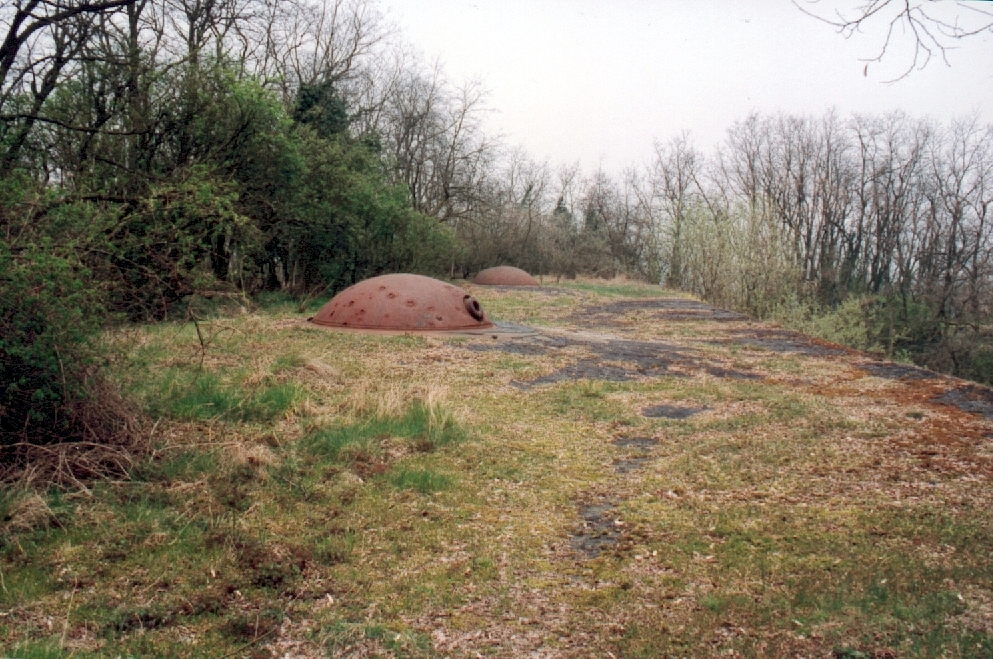
Una bateria de dos torretes d'un dels forts de Metz
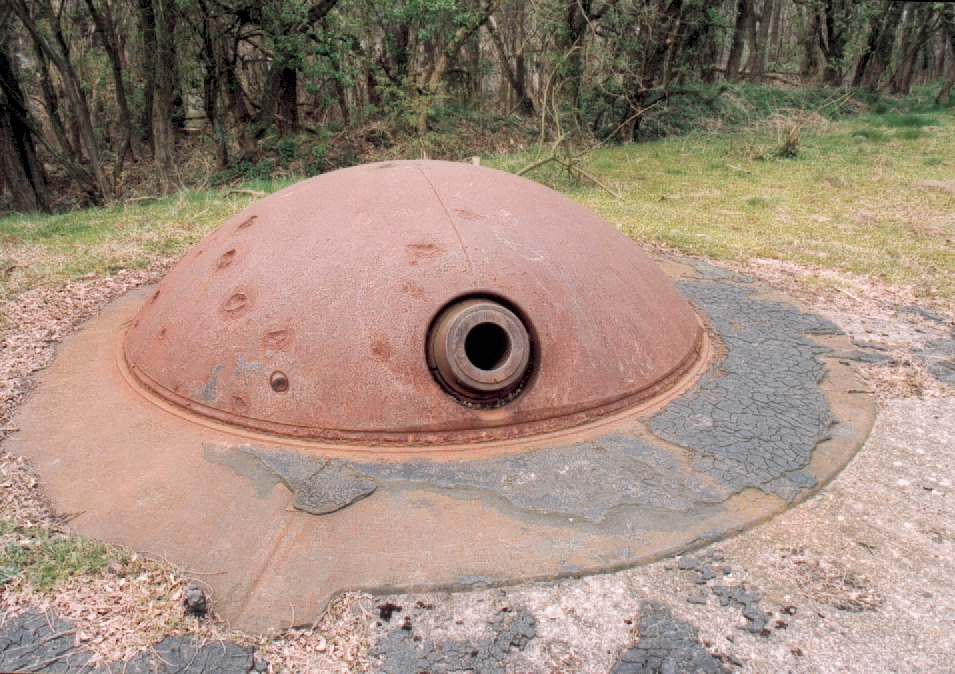
Torreta de canó obús de 150 mm
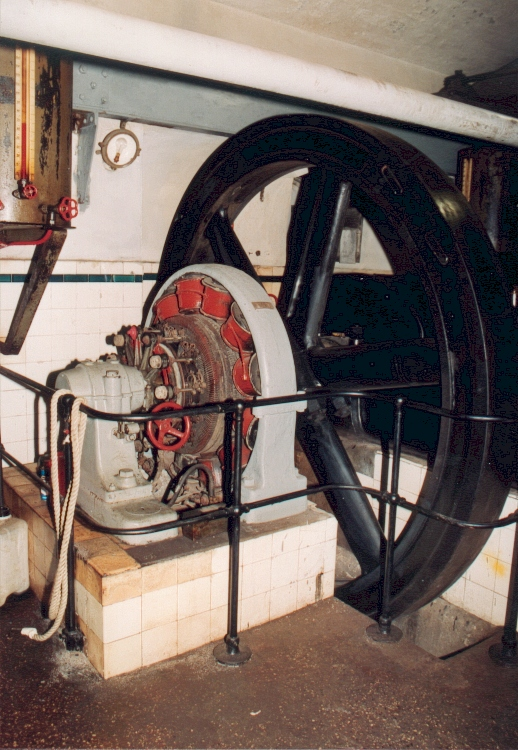
Generador elèctric de 110 volts del fort de Guentrange.

#### Projectes de la dècada del 1920

##### L'informe de la CDF de 1926
L'estudi de les formes tècniques que haurien de tenir les noves fortificacions no va començar oficialment fins al 1926 en el marc de la Comissió de Defensa de les Fronteres (CDF), sobre la base de les observacions i reflexions anteriors. L'informe del 6 de novembre de 1926 desenvolupa en el seu capítol V les grans línies a seguir:
Segons aquesta definició, l'informe dona una descripció resumida de les noves fortificacions, amb «petits forts de formigó» (de profunditat màxima de 25 m, per tant, amb armament limitat) al davant, i grans forts i una entrada molt enrere. Es proposen dos models d'ouvrages:
- un ouvrage principal, d'uns 170 metres de longitud, que inclou dues torretes per a llançar bombes (morteres grans), dues torretes de metralladora, dues torretes de llançagranades, dos casamates d'artilleria (cadascuna per a dos canons obús), sis casamates de metralladores i dos observatoris;
- un ouvrage intermedi, més petit, que inclou dues torretes i dues casamates de metralladores.

Només aquests dos models d'ouvrages han de compondre la línia de defensa de cadascuna de les tres regions fortificades planificades: Metz (barrant la vall del Mosel·la en un cercle de Longwy fins a Faulquemont), Lauter (que cobreix els Vosges del nord i l'extrem nord de la plana d'Alsàcia, de Montbronn fins a Seltz) i Belfort (que separa l'abisme de Belfort).

##### El concepte de la xarxa de forts

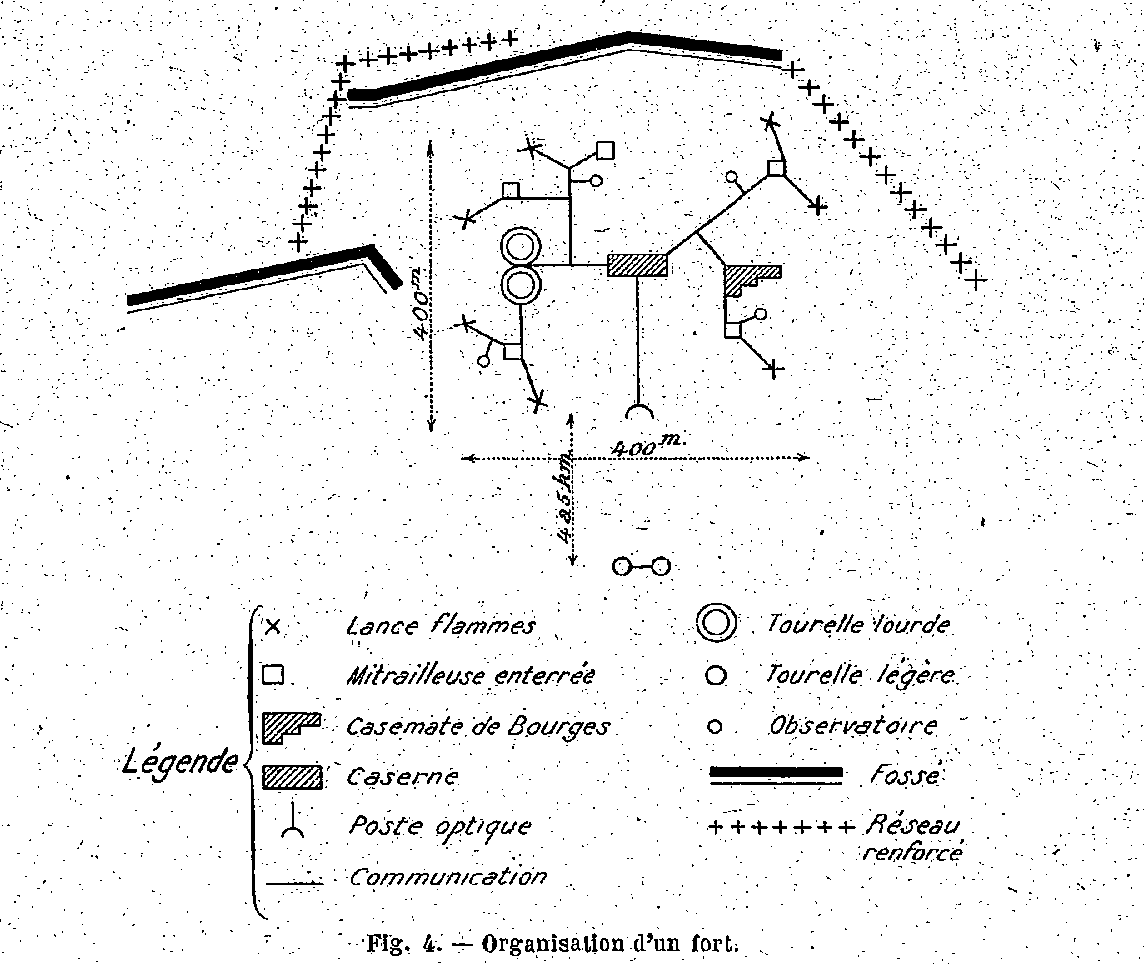
Esquema de la xarxa de forts proposat pel coronel Tricaud.

Al febrer de 1927, el coronel Tricaud (llavors comandant del 6è Regiment d'enginyeria d'Angers) va proposar a la CDF (Comissió per a la Defensa de les Fronteres) una «xarxa de forts», l'originalitat de la qual era dispersar les casamates de flanqueig, torretes i observatoris en una zona de 400 m², tots connectats per galeries subterrànies a una caserna i una entrada comunes (formant així una estructura amb forma de xarxa al voltant de la caserna). La defensa propera és proporcionada per un fossat, filferro d'arç, metralladores, llançaflames i, especialment, per l'armament de les fortificacions properes.
Aquest tipus de fortalesa va ser inicialment rebutjat perquè era encara més costós que la fortificació més concentrada proposada per l'informe de 1926. El 16 de maig de 1927, el general Fillonneau (inspector general d'enginyeria i membre del CDF) va presentar una nota proposant un catàleg de deu fortificacions estàndard diferents (la més gran d'elles encara corresponia a l'ouvrage principal definit el 1926), recollit per la Comissió per a l'organització de les regions fortificades (CORF), presidida per primera vegada per Fillonneau, en l'informe del 12 de març 1928 amb dotze fortaleses estàndard (des del gran fort, sempre concentrat, fins al petit refugi).
És aquesta mateixa CORF, que en aquell moment estava presidida pel general Belhague (des de desembre de 1928, després de la retirada del general Fillonneau) es va acabar de reprendre la idea dels blocs (fortificacions de formigó), dispersos durant les seves reunions de 1929, al principi per a alguns ouvrages, i després per a tots. Es planifiquen dos grans models d'estructures; blocs petits cada 3 km per tenir punts de suport forts d'infanteria i blocs grans cada 10 km per assegurar el suport de l'artilleria. Les distàncies entre aquestes estructures augmenten per estalviar diners, la continuïtat de tir es garanteix afegint casamates d'infanteria independents en els intervals (decisió presa a l'abril de 1929), teòricament cada 800 metres (rang útil de les metralladores).

##### Definició dels components
Els ouvrages es van definir el 1929 en les seves grans línies per la CORF. S'adopten tres models d'ouvrages, la selecció dels quals depèn del terreny:
- els «ensembles» (conjunts), grans ouvrages envoltats d'un fossat profund defensat per caponeres, al centre del qual es troben dues casamates de flanqueig (armades cadascuna amb tres canons), una sèrie de torretes d'artilleria (per a canons, llançabombes o morters), uns quants blocs d'infanteria, un observatori i dues entrades fora del perímetre (el proveïment dels subministraments i material s'ha de fer per ferrocarril);
- els «petits ouvrages d'artilleria», ouvrages més modests que cobreixen els intervals entre grans conjunts amb dues casamates de flanqueig (cadascuna armada amb dos canons escurçats), algunes torretes d'artilleria, blocs d'infanteria, un observatori i només dues entrades (el proveïment s'ha de fer amb camions);
- els «petits ouvrages d'infanteria», els ouvrages més petits, que compten uns quants blocs d'infanteria, una torreta d'artilleria (per morters) i una única entrada.

L'armament havia d'estar compost d'armes específiques per a la fortificació, per evitar que es desarmin fàcilment els ouvrages en benefici de l'artilleria de campanya. Les reunions del CORF de 1928 i 1929 van preveure la instal·lació de metralladores de 7,5 mm, canons antiaeris de 37 mm, morters de 45 o 51 mm, canons de 75, 90 o 100 mm i canons de gran abast de 130, 135 o 145 mm, generalment en metralladores bessones (JM o torretes per a dos materials) o fins i tot en triplicat (en el cas dels casamates dels ouvrages més grans), però els diferents models encara no estaven escollits quan van començar els treballs (degut això, van sorgir posteriorment problemes amb l'espai). La dotació de municions es va basar en les estadístiques de consum mitjà durant la Primera Guerra Mundial, que és: 4.000-6.400 tirs per canons de 75 mm (depenent del model), 3.200 per morters, 2.000 per llançabombes i 140.000 per metralladores bessones (200.000 per a metralladores bessones sota torreta).

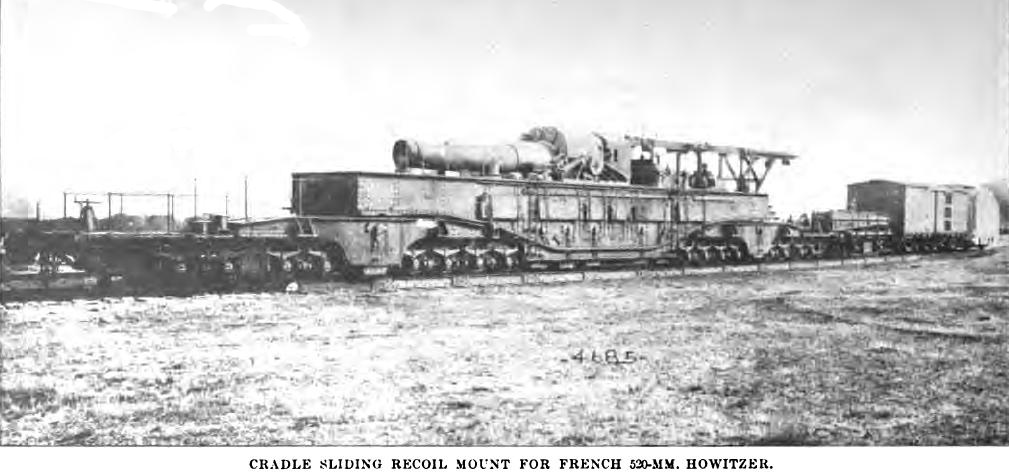
Canó ferroviari francès de 520 mm

Els gruix de les parets i les lloses de formigó armat es fixen el 10 de juny de 1929, segons quatre graus de protecció:
- el grau 1 correspon a parets de 1,75 m de gruix i lloses de 1,5 m (suficient per suportar dos impactes seguits d'obusos de 160 mm);
- el grau 2 correspon a parets de 2,25 m i lloses de 2 m (resistents a dos impactes seguits d'obusos de 240 mm);
- el grau 3 correspon a parets de 2,75 m i lloses de 2,5 m (resistents a dos impactes seguits d'obusos de 300 mm);
- el grau 4 correspon a parets i lloses de 3,5 m (resistents a dos impactes seguits d'obusos de 520 mm).[N 5]

En el cas de les parets i lloses exposades (a la part del front o en flanqueig) dels blocs de combat i d'entrada, es fa servir sistemàticament la protecció de grau 4 al nord-est (ouvrages al nord, Lorena i Alsàcia), la protecció de grau 3 per als ouvrages d'artilleria, i les proteccions de grau 2 i 1 per als ouvrages d'infanteries del sud-est (als Alps, el terreny prohibia portar peces pesades). Pel que fa a les parets posteriors, totes tenien protecció de grau 1, per motius econòmics, però també per poder neutralitzar més fàcilment un ouvrage caigut en mans enemigues (aquest principi es va revelar nefast el 1940 quan els alemanys van ocupar els ouvrages atacant-los pel darrere, però en 1944 i 1945 va permetre facilitar la reconquesta).
Basant-se en decisions del CORF, la Secció Tècnica d'Enginyeria (Section Technique du Genie, STG) es va encarregar de definir els registres estàndard de cada element dels ouvrages.

### Construcció

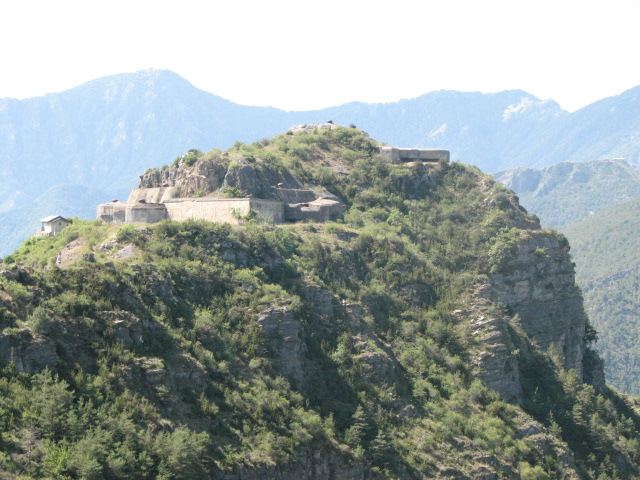
L'ouvrage de Rimplas, a 80 km de Niça, primer projecte iniciat el 1928

El període de construcció dels ouvrages de la línia Maginot s'estén entre el setembre de 1928 (inici de la construcció de l'ouvrage de Rimplas, prop de Niça) fins al juny de 1940 (les lluites interrompen l'activitat de moltes pedreres dels Alps), amb les construccions principals del nord-est (el nord, Alsàcia i Lorena) realitzades entre els anys 1930 i 1935.

#### Els preparatius
La realització dels plànols dels ouvrages, l'adquisició dels terrenys, la contractació i la supervisió de les obres estava a càrrec dels caps de les fortificacions, que pertanyen a les delegacions de la CORF. Cadascuna d'aquestes delegacions està dirigida pel director local d'enginyeria:
- el coronel Thiriot (Metz), per a la regió fortificada de Metz (SF de la Crusnes, SF de Thionville, SF de Boulay, i SF de Faulquemont) ;
- el coronel Frossard (Estrasburg), per a la regió fortificada de la Lauter (SF de Rohrbach, SF dels Vosges, i SF de Haguenau);[15]
- el coronel Caillod (Grenoble), per al SF de la Savòia;
- el tinent coronel Loriferne (Briançon), per al SF del Delfinat;
- el tinent coronel André (Niça), per al SF dels Alps Marítims.[16]

Per a cada ouvrage calia fer un aixecament topogràfic, sondeigs geotècnics, un dibuix arquitectònic (que definia la missió i la posició precisa de l'ouvrage) que havia de ser aprovat pel estat major de l'exèrcit i pel ministre de Guerra, un plànol d'implantació (a escala 1/1000, destinat als constructors) que havia de ser aprovat per la Secció Tècnica d'Enginyeria (Section Technique du Génie, STG) i després per la Inspecció Tècnica d'Obres de Fortificació (Inspection Technique des Travaux de Fortification, ITTF).
L'adquisició dels terrenys on es construiran els blocs s'adquireix mitjançant acord amistós o per expropiació. Atès que els preus proposats són sistemàticament infravalorats, l'expropiació forçosa és la regla general i les indemnitzacions són fixades per un jurat (el procediment és, evidentment, més llarg). No s'adquireixen els terrenys on s'han d'instal·lar xarxes de filferro d'arç, formant una multitud de petits terrenys militars al llarg de les fronteres.
Per dur a terme les construccions, en tots els casos per als ouvrages del nord-est i per als ouvrages més grans del sud-est, l'exèrcit recorre a empreses privades especialitzades en construcció i obres públiques. La selecció es fa a primers de 1930, després de l'examen de les empreses candidates per una comissió (composta per l'inspector d'obres de fortificació, el president de la unió de contractistes d'obres públiques, els directors d'obres de fortificació i un representant del personal de l'exèrcit). S'examina la capacitat tècnica de cada empresa, els seus mitjans financers, els descomptes proposats sobre els preus estimats i els suports polítics (havia intervencions de diputats a favor dels empresaris). El 3 d'abril de 1930, el ministre de Guerra Maginot va decidir que l'adjudicació seria pública (en presència de l'alcalde local) de les propostes fetes per les empreses per a cada ouvrage.
Als Alps, per a petits ouvrages i post avançats, es va utilitzar la mà d'obra militar (main-d'œuvre militaire, MOM) per estalviar diners.

#### La mà d'obra
En els llocs de construcció confiats a les empreses privades (el cas de tots els ouvrages del nord-est i els ouvrages més grans del sud-est), el personal a contractar planteja dos problemes. En primer lloc, és difícil trobar treballadors especialitzats, especialment els minaires necessaris per a perforar les galeries subterrànies, ja que els salaris de les fortificacions eren menys interessants que els de les mines (de ferro i carbó a Lorena) o que els dels constructors del metro de París (línia 11 i les extensions d'altres en els suburbis), i l'allotjament és auster (un simple barracó sense comoditats). La contractació de treballadors a les zones industrials de Lille, París i Lió és molt limitada.
Després, i com a conseqüència, es fa un gran ús de mà d'obra immigrant per evitar competir amb l'agricultura i la indústria local (mancaven treballadors a la indústria siderúrgica de Lorena): els estrangers representen fins a 1931 la meitat de la plantilla en els llocs de construcció, amb un màxim del 70% en els del sector fortificat de Thionville. Aquesta força de treball, la migració de la qual de vegades és organitzada per l'administració francesa, està supervisada per un servei policial específic, amb una targeta d'identitat (la població francesa només estarà obligada a tenir-la a partir de 1943) i control domiciliari (l'obrer estranger no pot canviar de residència sense autorització). Vers la fi de 1931, l'administració busca reduir el nombre d'estrangers als llocs de construcció, no només per raons de seguretat, sinó també per qüestions de «protecció de la mà d'obra nacional» (segons la llei 10 d'agost de 1932) en el context de l'inici de la depressió de la dècada del 1930: els obrers estrangers són ara percebuts com a competidors dels treballadors francesos, i comença l'aturament de la immigració i la introducció de mesures de repatriació i expulsió.
A la totalitat dels llocs de construcció, els efectius a la fi de 1929 eren de 2.000 treballadors, a la fi de 1930 eren de 8.437 treballadors (dels quals 3.577 eren estrangers, el 42%), a la fi de 1931 eren de 19.440 treballadors (dels quals 9.526 eren estrangers, el 49%), i al març de 1934 eren 12.227 treballadors (dels quals 1.869 eren estrangers, el 15%). Un exemple detallat per nacionalitat per a l'ouvrage de Soetrich: a l'1 de juliol de 1933 estaven presents un total de 755 treballadors, dels quals 402 eren francesos (53%), 216 italians (29%), 77 polonesos (10%), 33 iugoslaus (4 %), 7 luxemburguesos, 7 txecoslovacs i 13 entre altres nacionalitats (belgues, austríacs, espanyols i russos).
Els treballs començaven amb el desenvolupament de carreteres d'accés i ferrocarril per a cada ouvrage, de fàcil construcció a les planes o a prop de les aglomeracions, i més difícil en zones aïllades de bosc i muntanya (Vosges del Nord i Alps). Per al primer ouvrage iniciat al setembre de 1928, l'ouvrage de Rimplas, els primers treballs van consistir en aclarir una plataforma enfront de la ubicació de l'entrada i després realitzar les excavacions necessàries per a la construcció del mateix bloc d'entrada.

#### Les galeries
Les galeries es comencen a construir a partir dels blocs d'entrada, dels pous dels blocs (rectangulars amb un ample de deu metres) i els pous d'extracció (de cinc metres, omplerts al final dels treballs o transformats en alguns casos en una sortida secreta). El pla de les galeries es fa inclinat lleugerament cap amunt per facilitar l'evacuació d'aigua de filtració, de manera que el pla està determinat per l'elevació i la ubicació de les entrades i sortides de la claveguera. La perforació es realitza amb trepants mecànics o martells d'aire, i l'evacuació del material i l'airejat es realitzen per les entrades i pels pous.
La profunditat mínima de les galeries depèn del tipus de sòl trobat, a raó de 25 a 30 metres de profunditat mínima (independentment del relleu, els observatoris de l'ouvrage de Hackenberg estan a 95 m per sobre de les galeries), de 18 a 20 m de la marga en argila, 16 m en pedra calcària, i 12 m en roca dura (esquist, gneis, granit, etc.). A partir d'aquesta profunditat, les galeries estan fetes de maçoneria (maons de 50 cm de gruix com a mínim), sovint coberts de ciment per limitar la infiltració d'aigua.
Quan l'entrada està en un nivell (i no en els pous o en un pla inclinat), els primers metres de la galeria s'han de construir amb protecció de grau 4 (formigó armat de 3,5 metres de gruix), i després disminuir gradualment (graus 3, 2 i 1). Per a això, cal retirar un volum molt més gran que el de la galeria, incloent un buit temporal de 1,75 metres per sobre de l'extradós a la clau de volta per fer passar el personal i les vagonetes; després de les obres, aquest buit s'omple amb pedres seques. En casos excepcionals, els subterranis es realitzen a cel obert (com va ser el cas de l'ouvrage dels Sarts i l'ouvrage de l'Immerhof), de manera que aquestes estructures són totalment enterrades amb formigó armat un cop finalitzada l'obra.

#### Els blocs
La construcció dels diferents blocs es realitza després que els pous es connecten amb els subterranis. L'excavació es fa deixant un marge per a la col·locació dels encofrats, amb un sostre de fusta sobre el conjunt; aquesta teulada serveix de pont de servei i de camuflatge. Per exemple, el bloc 6 de l'ouvrage del Hackenberg (bloc d'artilleria per a una torreta de 135 mm i una campana GFM) va requerir l'eliminació de 8.324 m³ de terra i gres.
Els fonaments d'un bloc es componen d'un radier, és a dir, una capa de formigó d'entre 1 i 1,25 m de gruix a la part inferior dels moviments de terra. En aquest pis s'estableixen encofrats (fets de taulons de fusta) i l'estructura metàl·lica (formigó armat reforçat), després s'aboca el formigó especial en l'encofrat, on es col·loquen fustes per a conservar les obertures (portes, merlets, conductes, nínxols, etc.). Teòricament, cada pis s'omple en una sola vegada per garantir l'homogeneïtat del formigó. A les parets s'aboca el formigó per a crear llosa de protecció en un encofrat perdut amb metall. Tenint en compte les quantitats de formigó requerit (4.375 m³ per al bloc 6 de Hackenberg, 8.500 m³ per a una entrada de municions), els llocs de construcció estan equipats amb bateries de formigoneres de gran capacitat, amb carregadors mecànics de grava i vagons sobre una via de 60 cm per al transport del formigó fins al pont del servei que dona al bloc.
Per als blindatges de la superfície, el gruix del formigó passa a sis metres per les torretes i almenys tres metres per les campanes, amb una armadura reforçat. A l'interior dels blocs, les parets i sostres exposats estan cobertes amb plaques d'acer i les altres parets estan revestides amb malles de barres de ferro incrustades en el formigó per evitar la caiguda de les trossos i la formació de meniscs. Les fustes de l'encofrat es treuen deu dies després del vessament, i les parets exposades es cobreixen amb terraplens d'almenys 4 m de pedres i terres que s'estenen a cada costat de cada bloc gràcies als murs de contenció. Finalment, els terraplens i la llosa es poden cobrir amb 20 cm de terra per permetre el creixement de gespa a la superfície.

#### Els equipaments
L'elecció definitiva de les armes es va fer entre 1929 i 1933: l'artilleria es va basar principalment en canons de 75 mm (models 1929, 1931, 1932 i 1933), derivats del model de 75 mm de 1897 amb ratlles profundes i carros especials; el tir corb és proporcionat per morters de 135 mm (contra les rases) i 81 mm (contra el personal); l'armament d'infanteria està essencialment compost per metralladores bessones Reibel 1931 (per fer una línia contínua de foc creuat) i FM 1924/1929 (per a una defensa propera) disparant els mateixos cartutxos de 7,5 mm. Aquest armament es completa a partir de 1934 mitjançant canons antitancs de 47 mm, de 37 mm i 25 mm, depenent de l'espai disponible als blocs.
L'armament està protegit per blindatges, encarregats a empreses especialitzades en aquest camp: Schneider et Cie (fàbrica de Le Creusot), Batignolles-Châtillon (fàbrica de Nantes), Châtillon-Commentry (fàbrica de Montluçon), Ateliers et Chantiers de la Loire, etc. Les primeres campanes GFM es van lliurar ja a partir de 1929, les espitlleres per a les troneres des de principis de 1933, i els diversos models de torretes a partir de 1934. Els altres blindatges instal·lats eren les portes blindades (algunes segellades) i les reixes. Es van instal·lar:
- d'una banda, 34 torretes de 75 mm (models 1933, 1932 R i 1905 R), 17 torretes de 135 mm, 21 torretes de 81 mm, 12 torretes AM, 2 torretes AM i morter,[N 10] i 61 torretes de metralladores;
- d'altra banda, 96 canons de 75 mm,[N 11] 9 llançabombes de 135 mm i 84 morters de 81 mm[N 12] dins de les casamates.

El total instal·lat a les estructures del nord-est i sud-est és de 147 torretes d'artilleria o infanteria, a les quals s'afegeixen els 189 canons (no inclosos els canons antitancs) dins de les casamates.
Les fàbriques estan equipades amb quatre grups electrògens distribuïts per les empreses SGCM (Société Générale de Constructions Mécaniques, Societat General d'Enginyeria Mecànica), Sulzer, SMIM (Société des Moteurs pour l'Industrie et la Marine, Societat de Motors per a la Indústria i la Marina), Renault, SUPDI (SUPerDIesel), Baudouin i CLM (Compagnie Lilloise des Moteurs, Companyia de Lille de Motors). Les locomotores elèctriques necessàries per a la xarxa ferroviària dels gros ouvrages són construïdes per Schneider (model SW) i per la Société des véhicules et tracteurs électriques (Companyia de vehicles i tractors elèctrics) (model Vetra). A més d'aquestes màquines es troben els diversos ascensors de mercaderies, motors dels plans inclinats, cuines d'acer inoxidable, forns de rostir, cafeteres, plaques escalfadores, escalfadors d'aigua i cambres fredes (instal·lades a partir de març de 1940), bombes d'aigua, ventiladors, radiadors (per a la calor subterrània a l'estiu i pels blocs durant l'hivern), reflectors exteriors, llums elèctrics per a il·luminació interior, instal·lació telefònica, transmissors i receptors de ràdio, quilòmetres de cables elèctrics, etc.

### Elsouvragesa partir de 1939

#### Contramesures
Les fortificacions franceses eren conegudes pels italians i alemanys abans de la Segona Guerra Mundial, fins a cert punt: els seus serveis d'intel·ligència tenien tota la dècada del 1930 per proporcionar informació, permetent que les seves forces armades preparessin contramesures.

#### Espionatge

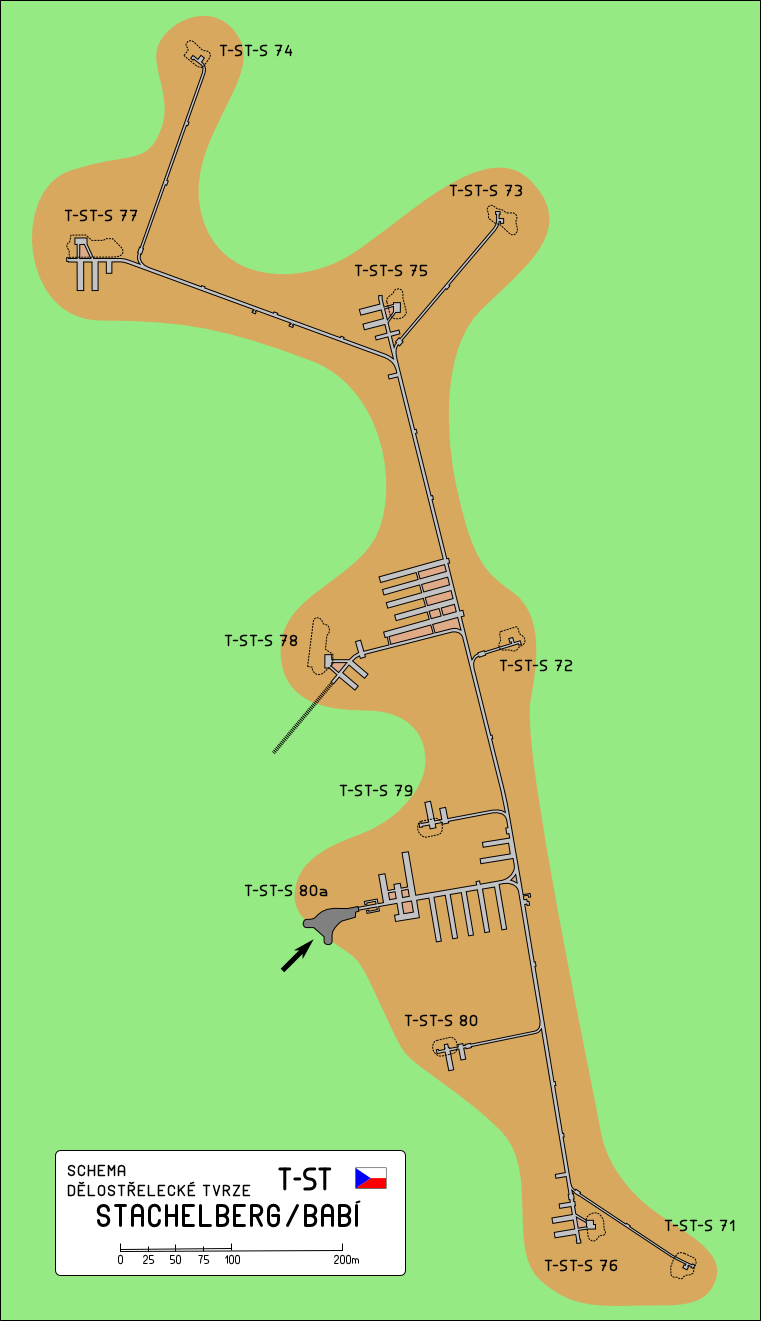
Plànol de l'ouvrage de Stachelberg (Dělostřelecká tvrz Stachelberg; Trautenbach pels alemanys): 10 blocs de combat i 1 entrada

La lluita contra l'espionatge és una preocupació al llarg de la dècada del 1930 fins al 1940. Els treballs està són coberts per hangars o lones, els terrenys són tancats amb palissades, la cobertura vegetal s'ha de mantenir al màxim, els llocs de construcció es vigilen dia i nit; però els llocs són fàcilment identificables, especialment perquè algunes de les obres estan a prop d'aglomeracions o carreteres, el terreny militar és petit i el recorregut de la línia segueix el de les fronteres. El personal civil que treballa en els llocs de construcció està subjecte a una intensa vigilància, especialment als treballadors estrangers (especialment als molts italians). Cada treballador és investigat abans que el contractista pugui contractar-lo.
L'esforç principal consisteix en la preservació de les característiques tècniques de la fortificació (plans dels subterranis, tipus d'armament, eixos de tir, gruix del formigó o blindatge, etc.); en conseqüència, tots els documents es classifiquen «secrets», cap material s'encarrega a empreses estrangeres, els contractistes reben plànols parcials, es camuflen els ouvrages finalitzats (les línies dels blocs estan cobertes per lones o panells metàl·lics, les torretes estan pintades en verd i marró, les campanes estan cobertes per crinolines en reixa o estan cobertes de pedres i grava, s'ennegreixen les obertures de les portes i finestres, es pinten falses troneres en trompe-l'œil, s'instal·len campanes falses a prop, es planten arbres al nivell superior de l'ouvrage per crear un bosc).
Aquestes mesures no impedeixen les filtracions d'informació, que van donar com a resultat la impressió a Alemanya d'un document de síntesi, molt superficial en 1936 (Grosses Orienterungshelf Frankreich), una mica més precís al novembre de 1939 (Die im Französische Grenzbefestigung Abschnitt Mosel-Kanalküste, A la secció de fortificació de la frontera francesa, la riba del canal de Mosela), actualitzat a l'abril de 1940 i acabat el 1941 (Denkschrift über die Französische Landesbefestigung, Memoràndum sobre fortificacions franceses). Aquesta informació es compara amb les fortificacions construïdes per Txecoslovàquia a les seves fronteres amb Alemanya (conegudes con la «línia Beneš»), que els alemanys es van fer seves a l'octubre de 1938 després de l'annexió dels Sudets (seguint l'Acord de Múnic). Aquesta línia de fortificacions és incompleta perquè es va començar a desenvolupar a partir de 1936 (la construcció de la primera fase va acabar en 1941), però té una gran similitud amb les fortificacions franceses perquè es van construir amb l'assistència tècnica francesa. Els especialistes alemanys en enginyeria, artilleria i tropes d'assalt (Sturmtruppen) no tan sols tenen l'oportunitat d'estudiar búnquers, sinó també ouvrages sencers (només cinc ouvrages estan gairebé acabats) i fer proves de perforació dels mateixos amb obusos i càrregues explosives. A través d'aquestes experiències s'estableix un Reglament sobre l'atac d'un front fortificat.

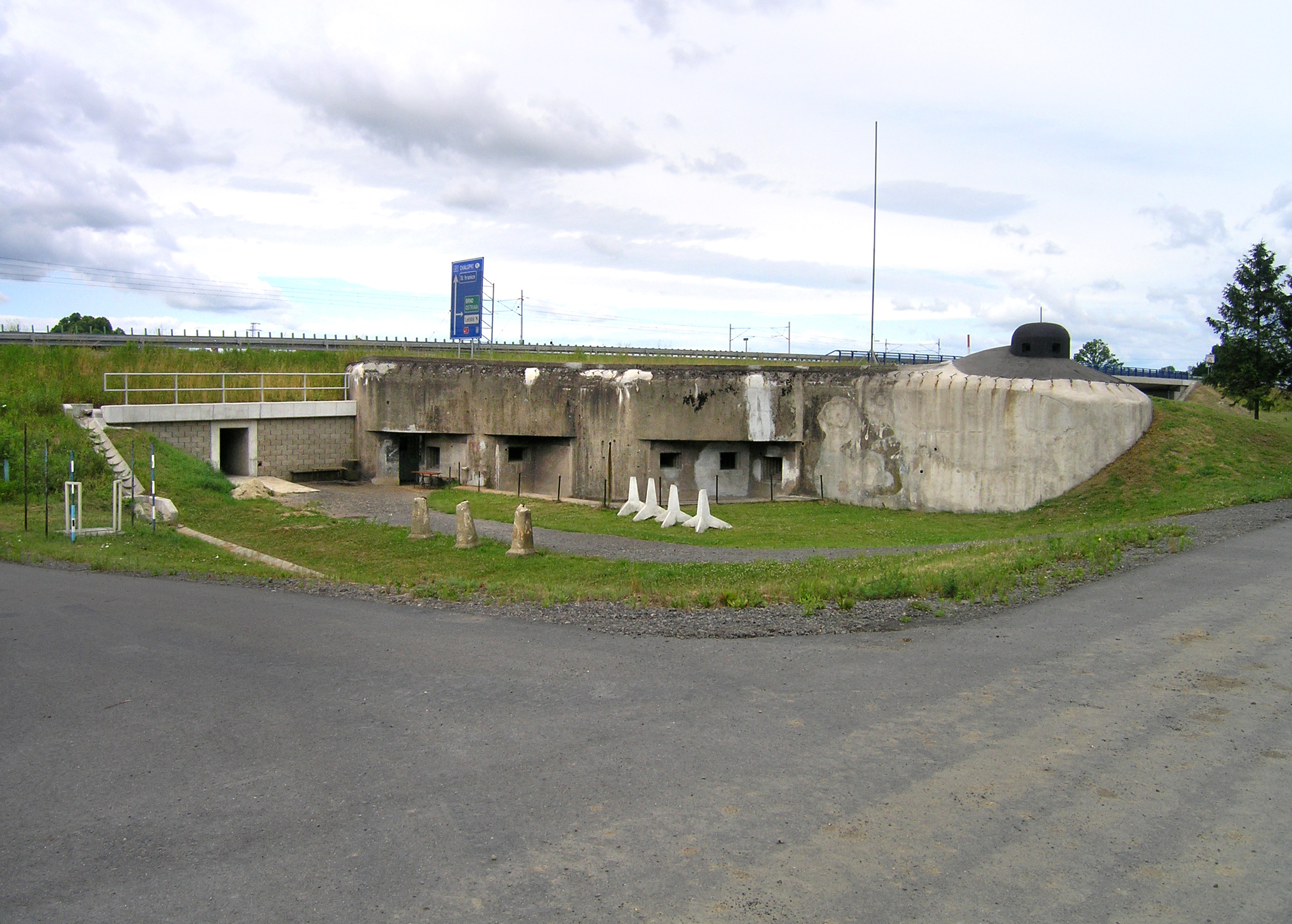
Casamata txeca de infanteria MO-S-5 Na Trati, a prop de Bohumín (al costat de l'autopista A1) a la frontera amb Silèsia, amb una campana a la part superior i la façana equipada amb merlets
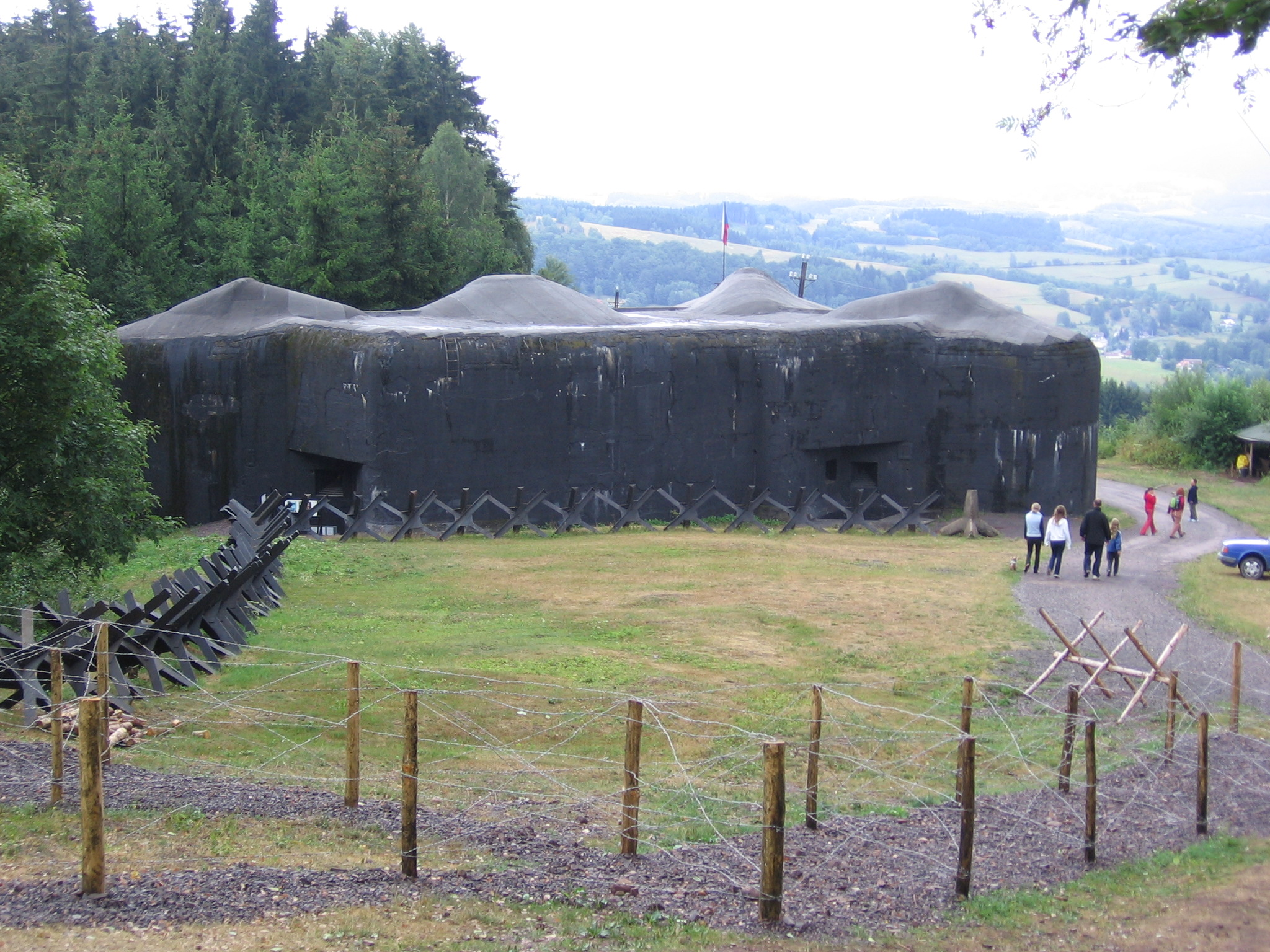
Bloc T-St-S 73 Polom de l'ouvrage de Stachelberg, una casamata doble d'infanteria per a 3 metralladores, 2 canons antitancs de 47 mm i 5 fusells metralladors
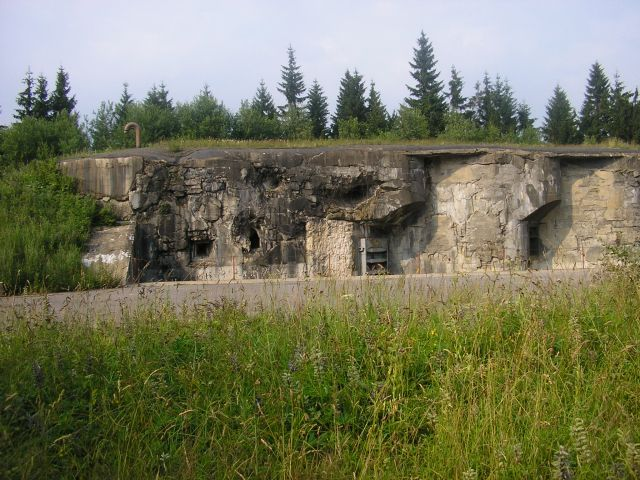
Vista parcial del bloc T-St-S 78 de l'ouvrage de Hanicka (Dělostřelecká tvrz Hanička ; Herrenfeld pels alemanys), una casamata d'artilleria per a tres canons obús de 100 mm.
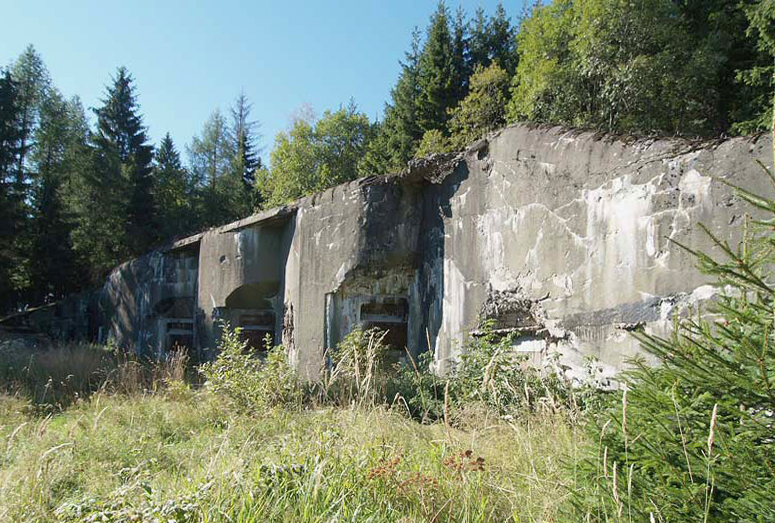
Bloc K-S 43: les tres troneres de l'ouvrage de l'Adam (Dělostřelecká tvrz Adam; Adamsberg pels alemanys), una casamata d'artilleria per a tres canons obús

#### Mitjans d'atac contra les fortificacions

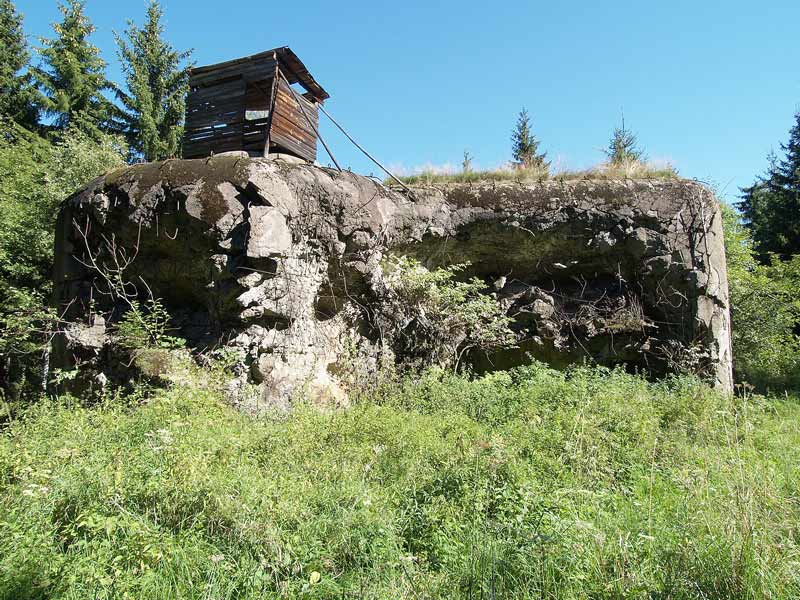
Façana del bloc K-S 39 de l'ouvrage de l'Adam (Dělostřelecká tvrz Adam), una casamata de formigó de infanteria que va ser destrossada per les proves dels alemanys

Els mitjans disponibles per a les forces armades alemanyes per atacar les fortificacions són algunes peces d'artilleria pesada, canons de tir tens, bombes d'avions, càrregues buides i llançaflames.
Entre el maig i juny de 1940, al costat de l'artilleria pesada, a més de l'artilleria utilitzada per destruir el filferro d'arç i travessar els glacis (com les peces de 105 mm, 150 mm i 210 mm), la Wehrmacht va alinear tres tipus de peces de gran calibre destinat a atacar verticalment les fortificacions, un morter de 305 mm (fabricat per Škoda en 1916), un canó obús de 335 mm (fabricat per Rheinmetall el 1939) i un canó obús de 420 mm (fabricat per Škoda el 1917 seguint el model de la Gran Bertha).
En aquell moment s'estaven desenvolupant dos models de canons encara més potents, un morter de 600 mm (conegut com a «Karl») fabricat per Rheinmetall, i un canó de 800 mm (anomenat «Gustav» o «Dora») fabricat per Krupp, que no van estar disponibles fins a partir de 1941. Estan dissenyats per ser Maginot-Brecher (trencador de Maginot), disparant obusos especials destinats a perforar les lloses de formigó.
Els canons de tir tens són utilitzats per a trets horitzontals i de curt recorregut (fins a 1500 m), per que destrossen les parets de formigó (i l'acaben foradant després d'unes hores de tir), colpegen les campanes (inutilitzant-les o perforant-les), o colpegen les portes (separant-les del blindatge). Els canons de tir tens utilitzats per disparar contra les fortificacions han de tenir una alta velocitat inicial (de 700 a 1000 m/s), com ara canons antitancs (model 37 mm Pak), canons antiaeris (models 37 mm Flak i 88 mm Flak), i els canons obús de campanya (model 150 mm).

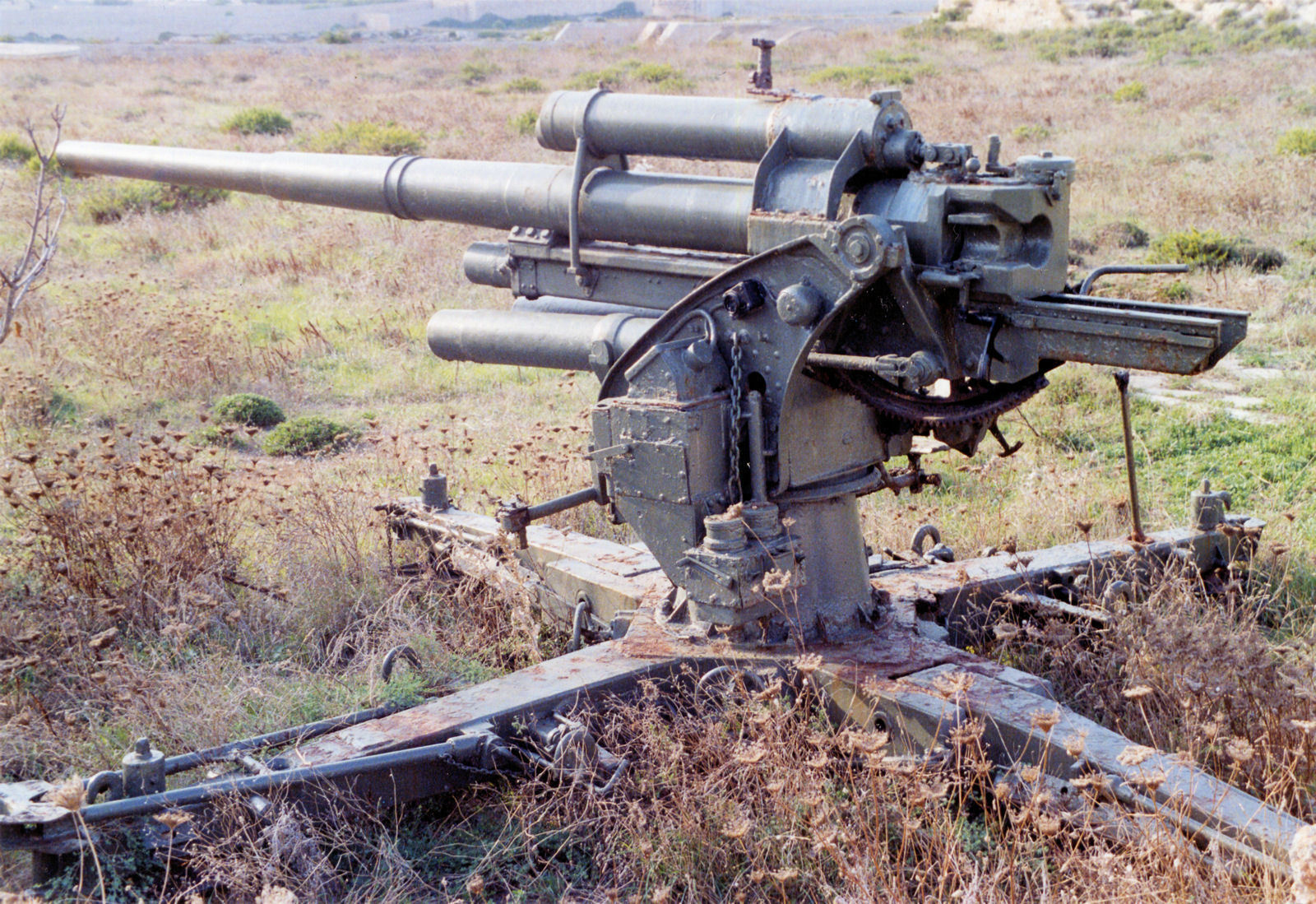
Canó antiaeri de 88 mm en posició horitzontal
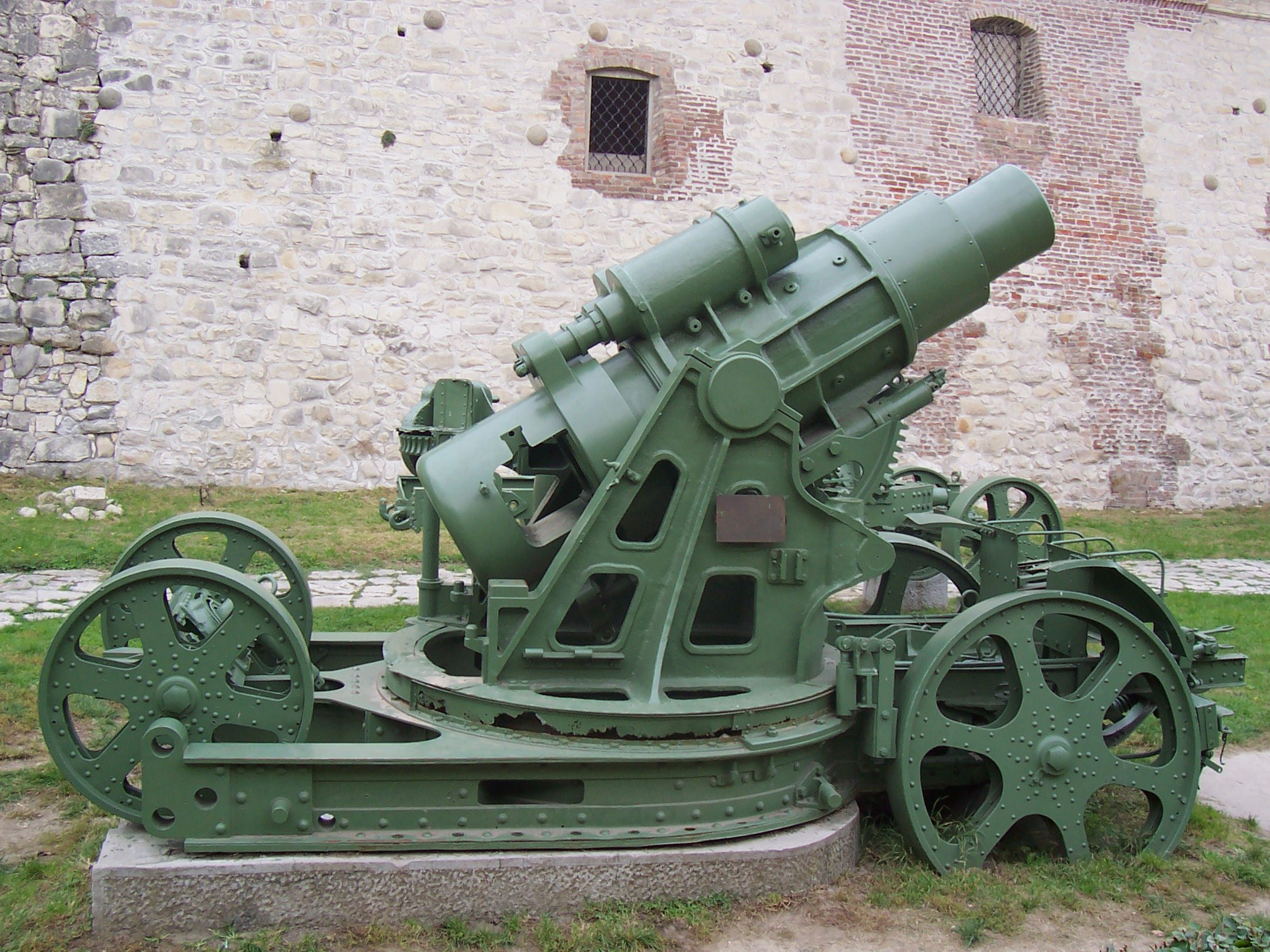
Morter Skoda, de 305 mm. Museu militar de Belgrad
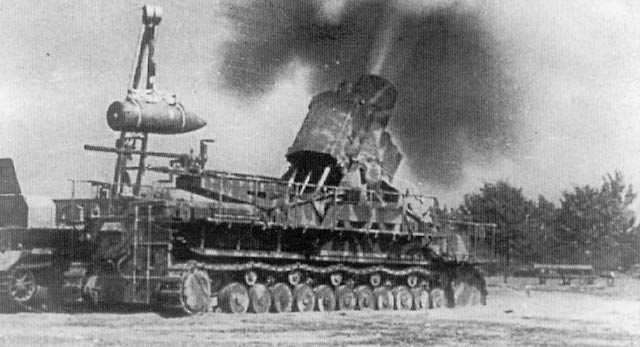
Un morter Karl, de 600 mm, disparant contra Varsòvia en 1944
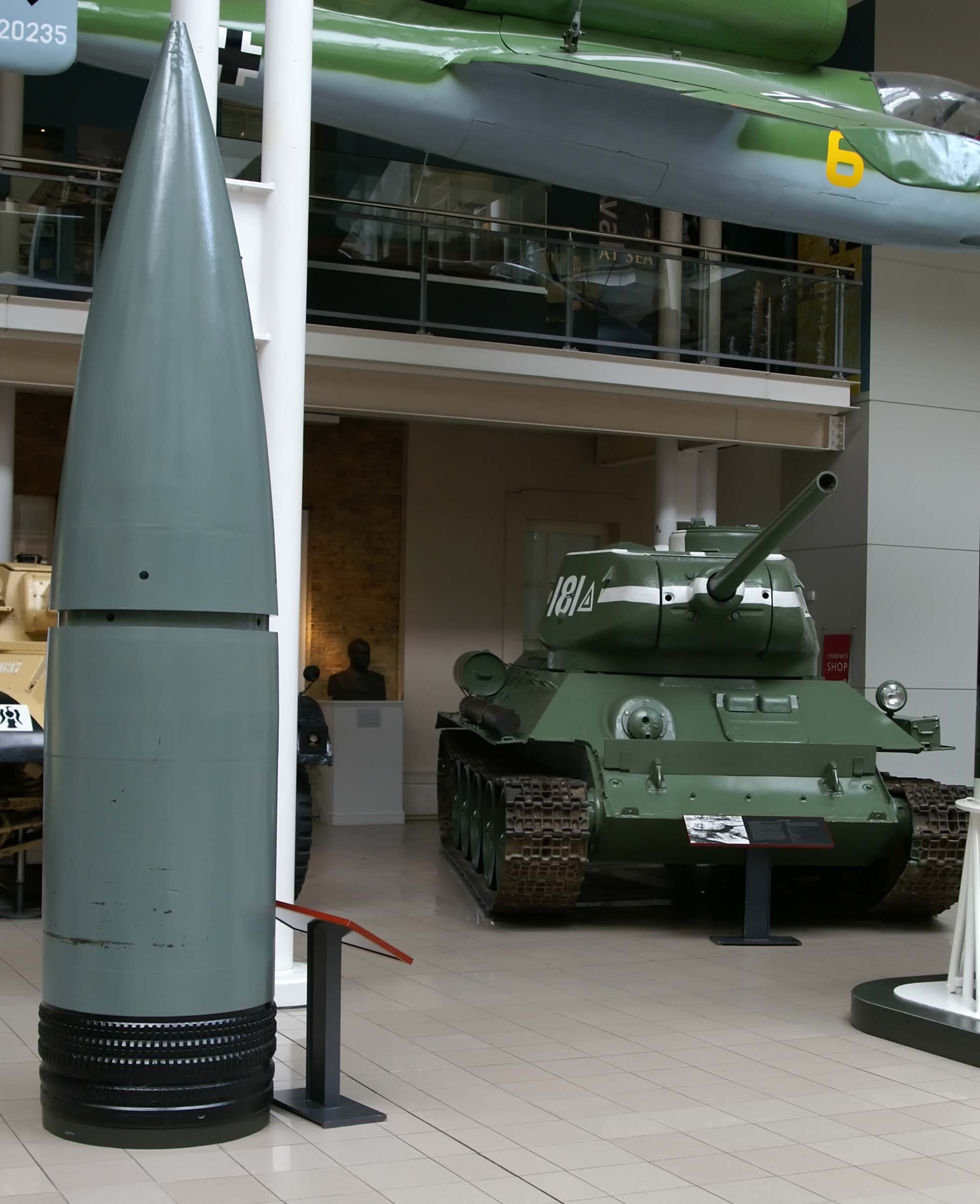
Obús alemany de 800 mm. Museu Imperial de la Guerra de Londres

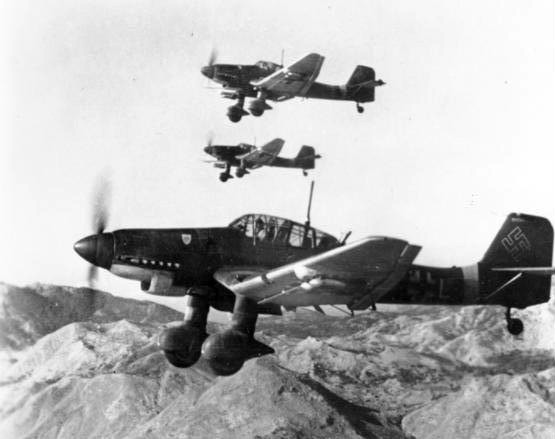
Tres Stuka Junker Ju 87 (aquí en Iugoslàvia en 1943)

Es preveu el bombardeig dels ouvrages per part de la força aèria, en particular la caiguda de les bombes pels bombarders en picat (Sturzkampfflugzeug, abreviat Stuka), en particular els Junkers Ju 87. Les bombes de sota el fuselatge eren de 250 kg, i les quatre sota les ales de 50 kg. Aquest tipus de bombardeig permet una millor precisió que l'artilleria pesada i permet colpejar ràpidament qualsevol ouvrage sense importar a on sigui. Pel que fa als bombardeigs més convencionals (horitzontals), estan assegurats pels bombarders bimotors Heinkel He 111, amb bombes de 1.000 kg.
La principal novetat és l'ús de càrregues buides, en forma plana (el model més pesat era de 50 kg, dels quals 36 kg era un d'explosiu capaç de foradar 250 mm d'acer) que havien de col·locar-se contra el blindatge a perforar. Els peoners d'enginyers van ser especialment entrenats entre els anys 1939-1940 per assegurar aquesta missió, ja que calia pujar a les superestructures per poder arribar a les campanes i torretes.
L'última arma considerada contra les fortificacions franceses va ser el llançaflames, que no eren útils contra les parets de formigó o contra els blindatges, que eren hermètics, però si contra els respiradors dels blocs a causa que cremaven ràpidament els filtres d'aire.

### Els combats de 1940
En general, els ouvrages disposen del suport de l'artilleria durant la lluita de 1940; la situació ideal per repel·lir els assalts era demanar als ouvrages veïns dur a terme tirs de neteja. D'altra banda, els alemanys van neutralitzar els ouvrages d'infanteria aïllats.

#### Elsouvragesdel nord
Les operacions es duen a terme primer als sectors del nord, on la línia fortificada només conté alguns ouvrages d'infanteria. El primer a patir els atacs alemanys és l'ouvrage de La Ferté, a l'extrem occidental del SF de Montmédy. El 18 de maig, primer va ser bombardejat per obusos disparats per l'artilleria de campanya alemanya (incloent morters de 210 mm), que no van tenir cap efecte en els dos blocs, però van malmetre els glacis, destruint les xarxes de filferro d'arç i excavant nombrosos cràters que van permetre als peoners dels enginyers apropar-se a l'estructura mentre romanien sota coberta. Aquests homes van neutralitzar totes les campanes amb càrregues buides, així com la torreta AM, bloquejada en posició alta durant el bombardeig. Com a conseqüència de les explosions, l'interior de l'ouvrage es torna irrespirable, causant la mort per asfíxia de tota la tripulació.

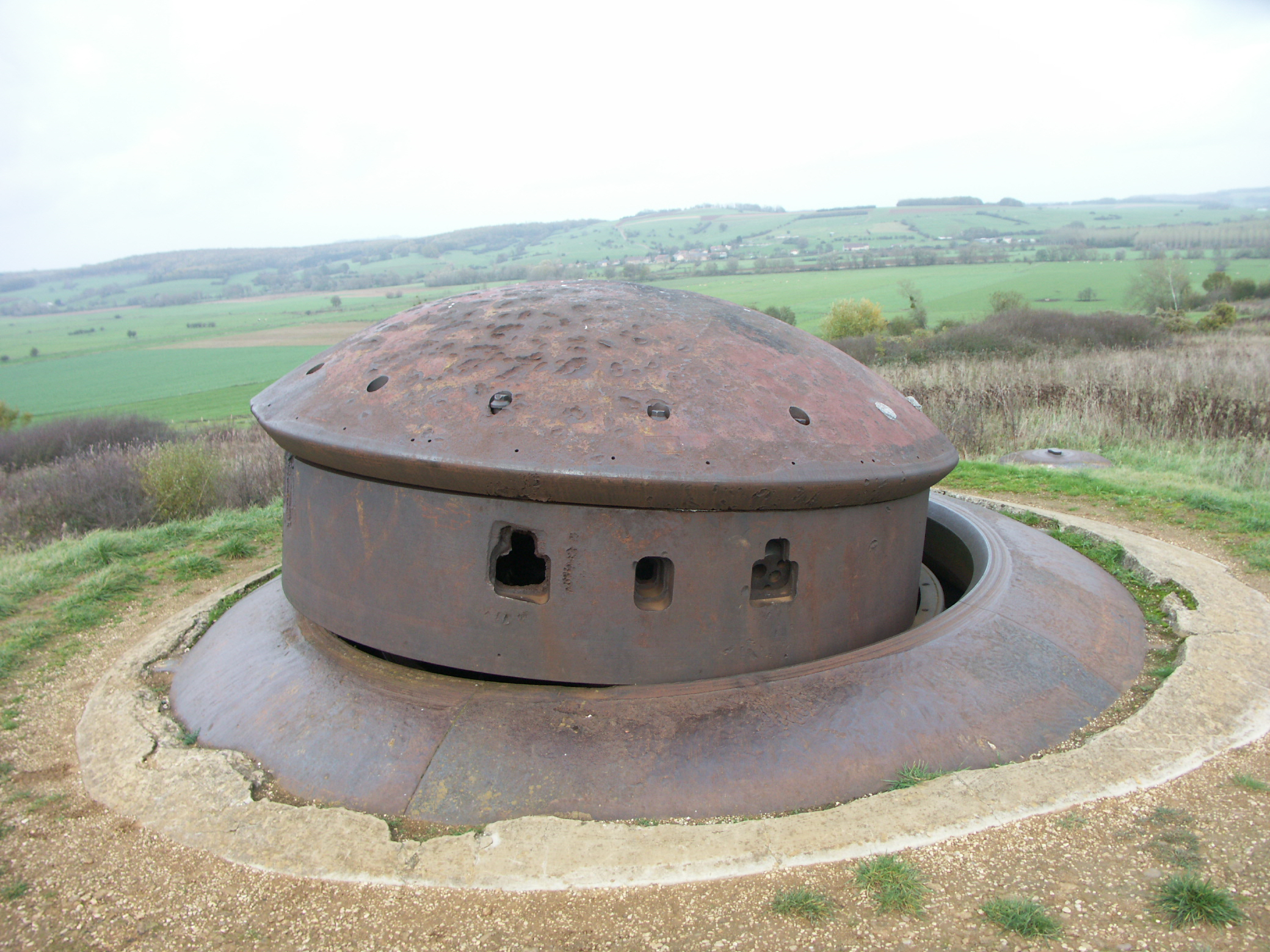
Torreta per dues armes mixtes del bloc 2 de l'ouvrage de La Ferté, projectada fora del seu lloc per l'explosió d'una càrrega explosiva
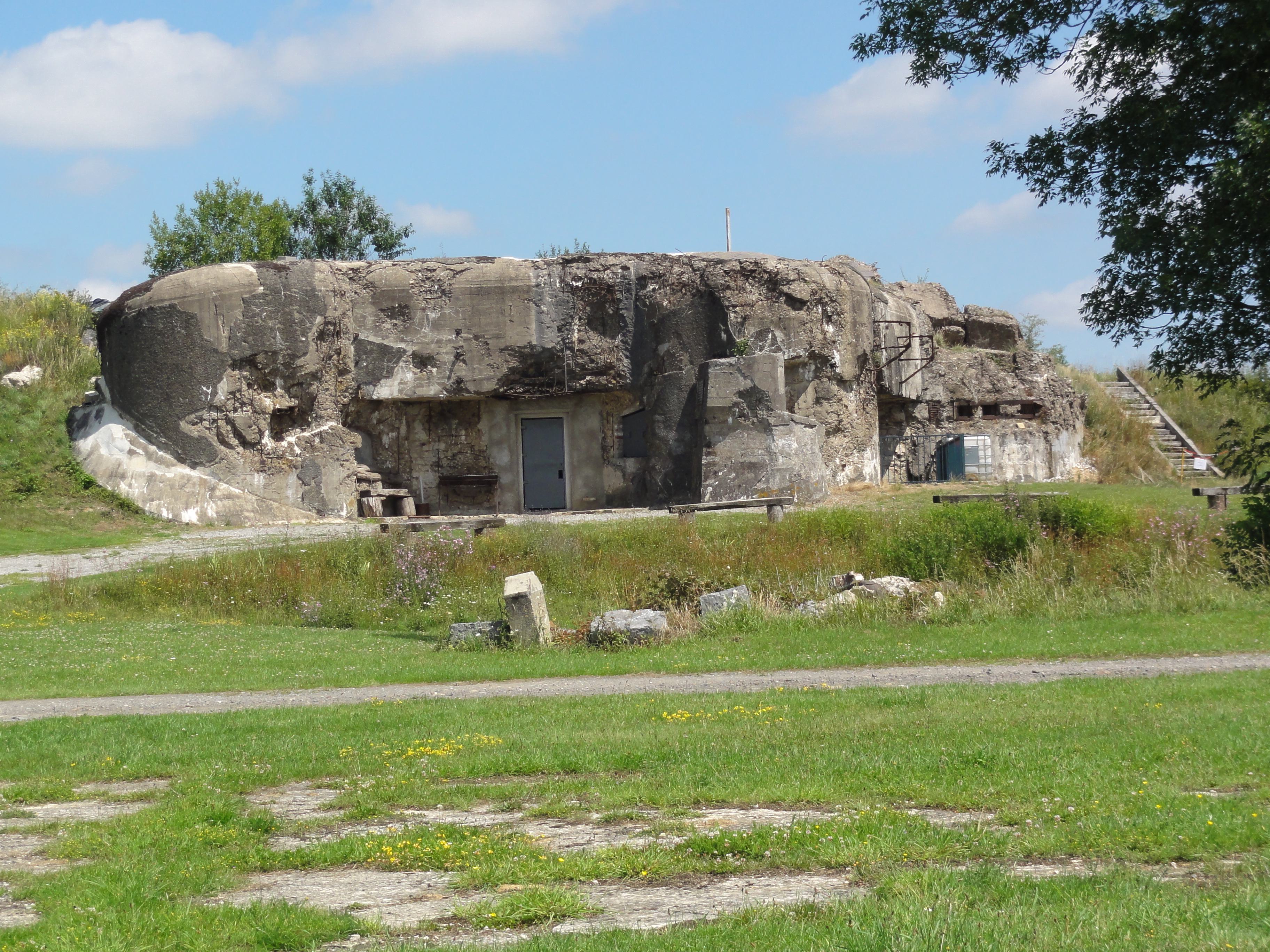
Façana del bloc 2 de l'ouvrage de La Salmagne, prop de Maubeuge. Les seves troneres van ser perforades pels canons de tir tens

Al SF de Maubeuge, els quatres ouvrages de Boussois, La Salmagne, Bersillies i Sarts són atacat per la seva part posterior; són atacats successivament els 22 i 23 de maig per canons que esquerden el formigó i malmeten els glacis, i després els peoners d'enginyers alemanys ataquen les campanes de defensa i els dispositius de ventilació. La defensa esdevé impossible i les tripulacions d'aquests ouvrages es rendeixen per evitar la mort per asfíxia. Es van aplicar els mateixos mètodes entre el 22 de maig fins al 26 de maig, permeten la presa de l'ouvrage d'Eth, l'únic ouvrage del SF de l'Escaut.

#### Elsouvragesd'Alsàcia-Lorena
Al juny, les operacions s'aproximen als ouvrages del nord-est, que es veuen amenaçats d'acabar rodejats després de l'ofensiva alemanya a l'Aisne que va començar el 9 de juny de 1940.
El 10 de juny, el 4t grup d'exèrcit francès rep l'ordre del seu comandant, el general Charles Huntziger, d'arribar al sud, obligant a renunciar al que queda del SF de Montmédy. Les unitats d'interval i els serveis d'aquest sector es van retirar durant la nit del 10 al 11, van ser seguits per l'artilleria i les tripulacions de les casamates durant la nit del 11-12, i finalment la tripulació dels ouvrages durant la nit del 12-13, que abans duen a terme actes de sabotatge: a l'ouvrage del Chesnois es bloqueja el clavegueram per a inundar totes les galeries, en l'ouvrage de Velosnes es fan explotar les els magatzems de municions i les galeries.
A partir de la tarda del 13 de juny, és el torn del 2n grup d'exèrcit del general André-Gaston Prételat per a retirar-se cap al sud, deixant enrere totes les tropes de les casamates i les tripulacions dels ouvrages des del SF de Crusnes fins al SF de Mulhouse. Teòricament, les tripulacions havien de seguir a peu el gros de les tropes (les tropes de les casamates d'interval entre la nit del 14 al 15, i la tripulació d'aquests ouvrages durant la nit del 16 i 17), però l'arribada dels alemanys per la rereguarda va impedir aquesta retirada. A l'ouvrage de Bousse, la tripulació es va retirar el 16, després de sabotejar l'ouvrage, però tots els tripulants dels altres ouvrages van romandre al seu lloc i van ser envoltats ràpidament pels alemanys.
El 17 de juny, l'ouvrage de Fermont (SF de la Crusnes) té el seu bloc 4 (una casamata d'artilleria) perforat pels tirs de dos canons de 88 mm. El 19, l'ouvrage d'Aumetz va ser bombardejada per un canó de 37 mm (repel·lit pels tirs de l'ouvrage de Bréhain). El 21 de juny, els ouvrages de Fermont i Ferme-Chappy són bombardejats per artilleria i Stukas, però els antitancs i les seccions d'assalt alemanyes són repel·lits pels tirs de l'ouvrage de Latiremont. Al SF de Thionville, hi ha alguns intents d'infiltració, però són repel·lits per l'artilleria dels ouvrages que disparen sense contar les municions. Al SF de Boulay, un atac alemany fracassa el 22 de juny contra l'ouvrage del Michelsberg, que està cobert pels ouvrages de Mont-des-Welches i Hackenberg (la cadència de tir del bloc 75 és de 30 tirs / min).
Al SF de Faulquemont, els ouvrages de Kerfent i Bambesch es rendeixen els dies 20 i 21 de juny, després de ser bombardejats per canons de per 88 mm. Els ouvrages de Einseling i Teting estan coberts pels morters de 81 mm de l'ouvrage de Laudrefang (que disparen un total de 5.000 obusos i mig milió de bales de 7,5 mm), derrotant els atacs del 21 de juny. Al SF de la Sarre i al SF de Rohrbach, els ouvrages aïllats de Haut-Poirier i Welschhof fan front durant els dies 21 i 24 de juny als trets de canons de 150 mm que malmeten les façanes (el JM / AC47 del bloc 1 de l'ouvrage del Welshhof queda destruït després de rebre 111 obusos), mentre que l'ouvrage de Rohrbach resisteix el dia 22 gràcies als tirs de l'ouvrage del Simserhof (que va consumir tota la seva munició de 135 mm per protegir el seu veí).

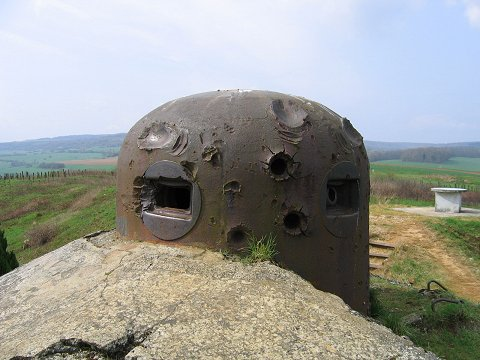
Campana GFM de l'ouvrage de La Ferté, amb les marques dels obusos disparats pels alemanys
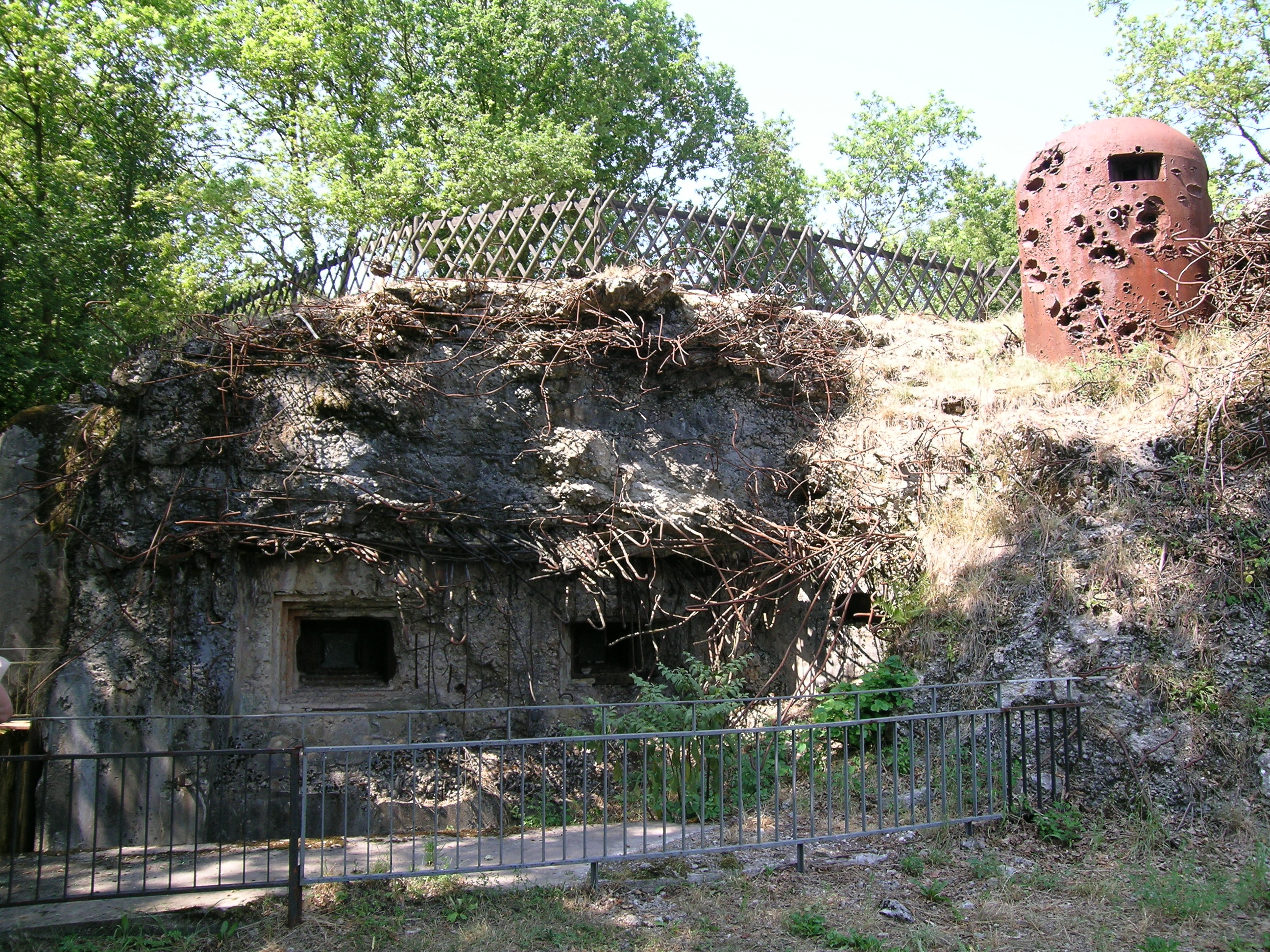
Façana del bloc 2 de l'ouvrage del Bambesch, on el formigó ha sigut destrossat pels obusos
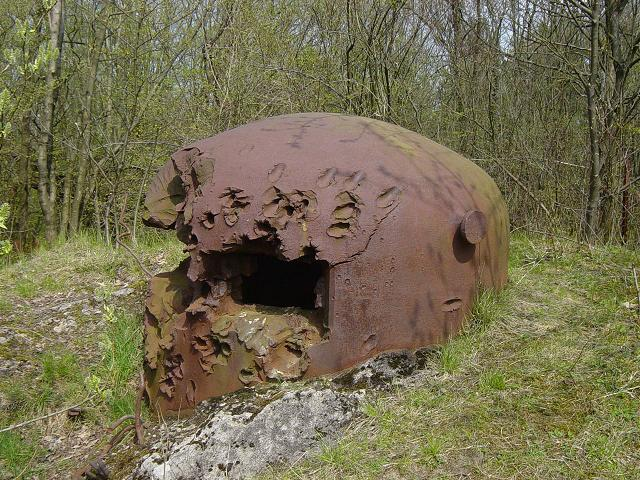
Campana GFM del bloc 2 de l'ouvrage del Kerfent, on les troneres i el blindatge ha sigut destruït

Al SF dels Vosges, l'ouvrage del Four-à-Chaux és bombardejat el 19 de juny pels Stuka. En el SF de Haguenau, es va preparar una defensa contra els avions, disparant les torretes de 75 mm dels ouvrages del Hochwald (B7 bis) i de Schoenenburg (B3 i B4) a 35° (elevació màxima màxima) per fer amb cada canó ràfeges de 18 tirs explotant en un minut a cent metres d'altitud. Els dies 21, 22 i 23 de juny, l'ouvrage de Schoenenburg va rebre 40 tirsde 420 mm, tres dels quals van impactar en blocs (blocs 3, 5 i 6). Els ouvrages del Hochwald i Schoenbourg van fer un ús extensiu de les seves municions (19.550 obusos disparats pel primer i 16.474 obusos pels segon), que parcialment van esgotar les seves existències (van quedar 70.815 obusos a l'ouvrage del Hochwald quan es va rendir).

#### Elsouvragesdels Alps
Els ouvrages del sud-est es van lliurar dels combats; les tropes italianes no van arribar a la línia de resistència principal, quedant-se aturades per la línia dels posts avançats. Només l'artilleria va danyar als ouvrages, en particular l'ouvrages de Cap-Martin (el bloc 2 compta amb diversos impactes en el seu formigó) i el de Mont-Grosso (on la torre del bloc 5 rep l'impacte d'un obús, que només treu la pintura).

### L'ocupació alemanya

#### La reutilització durant l'ocupació
Com a conseqüència de l'armistici del 22 de juny de 1940, els ouvrages del nord-est són ocupats per l'exèrcit alemany, que envia petits equips de presoners de guerra als ouvrages per a realitzar el desminatge, manteniment i explicació del funcionament dels equips. A principis de 1941, els serveis de propaganda alemany van organitzar algunes reconstruccions cinematogràfiques dels combats de 1940: bombardeigs pesats, tirs a les finestres i assalt amb llançaflames.
A partir de l'estiu de 1941, comencen les operacions de recuperació d'una part de l'armament i l'equip, per equipar les fortificacions alemanyes (entre altres el mur atlàntic). S'eliminen:
- totes les armes d'infanteria (fusells metralladors, metralladores bessones, armes mixtes i canons antitancs de 47, 37 i 25 mm);
- dues torretes per canons de 75 mm, una torreta de metralladora, vuit torretes per a dues armes mixtes i sis torretes per a una arma mixta i un morter;[N 18]
- setze campanes d'arma mixta, vint-i-set campanes GFM, i dues campanes llançadores de granades;
- la majoria de les torretes desmuntables que es trobaven en els intervals;
- la majoria de les reserves de municions (els projectils de 75 mm i 81 mm són utilitzables per als canons alemanys i romanesos, els projectils de 135 mm són usats com a explosius o mines);
- la majoria dels grups electrogens (molts acabaran en les bases submarines);
- els instruments òptics (senyalització i observació), equips de transmissió, cables i aparells elèctrics;
- totes les xarxes ferroviàries (excepte al voltant de certs ouvrages).

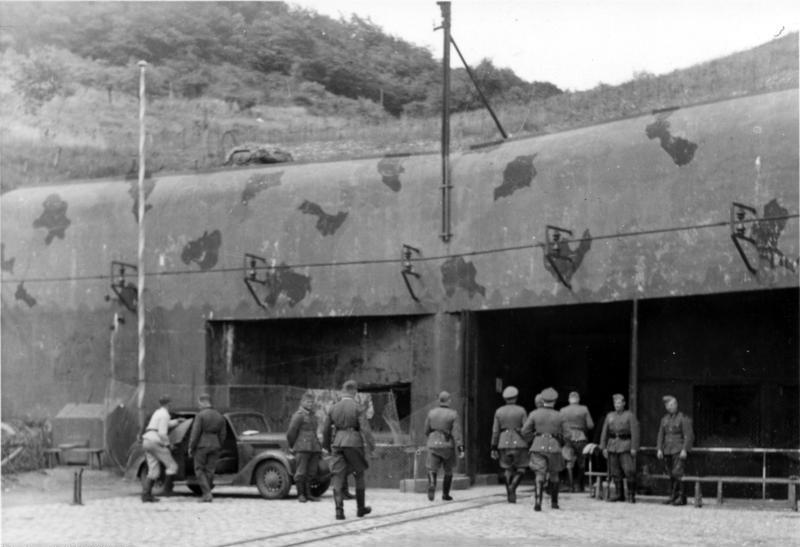
Visita de l'ouvrage del Hackenberg del Generalleutnant Kurt Daluege (aquí a l'entrada de municions)
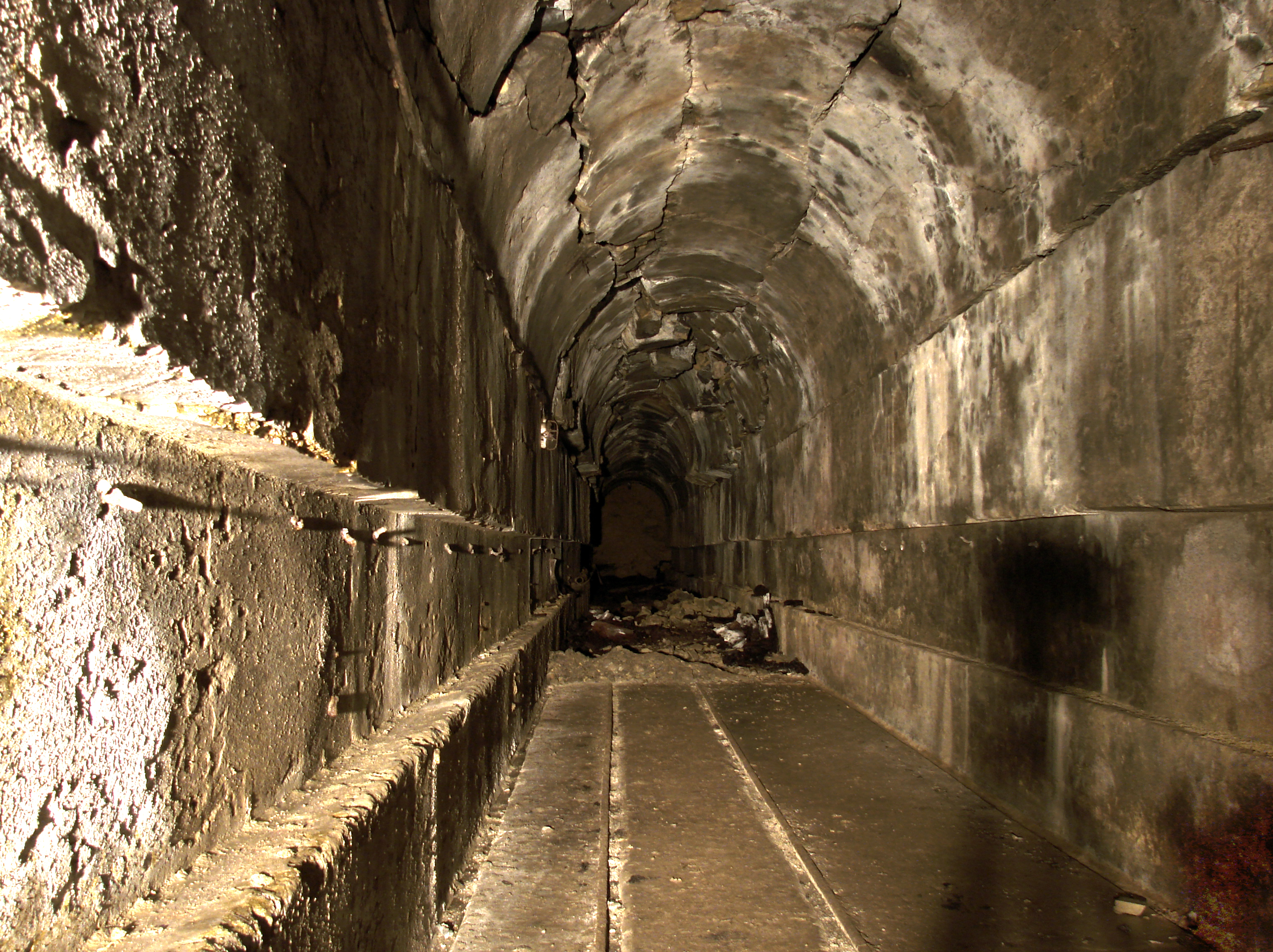
El bloc 1 de l'ouvrage del Four-à-Chaux, testimoni d'experiments alemanys; es va provar gas explosiu dins del bloc

A partir de 1944, després dels bombardejos anglosaxons a Alemanya i França, es tornen a utilitzar alguns ouvrages; tres es transformen per servir en cas de necessitar de sala d'operacions subterrània per a l'estat major (Rochonvillers, Molvange i Soetrich), dos més com a dipòsits (per al Reichspost a Mont-des-Welsches, i per la Kriegsmarine en Simserhof) i cinc més com a fàbriques d'armes (Métrich, Hackenberg, Michelsberg, Anzeling i Hochwald). Aquestes fàbriques estaven ubicades al magatzem de municions dels ouvrages i treballaven presoners o deportats soviètics.

#### Els combats de 1944-1945
Després de la derrota alemanya a l'agost de 1944 durant la batalla de Normandia, l'Oberkommando der Wehrmacht va ordenar la restauració de les fortificacions al llarg de les fronteres occidentals del Reich, no només les de la línia Sígfrid, sinó també aquelles ubicades a Alsàcia-Mosel·la (territoris annexats a Alemanya al juliol de 1940): els vells festen al voltant de Metz i de Thionville (Fort d'Illange, Fort de Guentrange, i Fort de Kœnigsmacker) que formen «l'arsenal de Metz-Thionville», i elements de la línia Maginot.
Les forces estatunidenques arriben a Lorena a principis de setembre de 1944: són elements del 3r Exèrcit del general Patton, que queden bloquejats davant de Metz fins a principis de novembre. Alguns elements de la línia són utilitzats pels alemanys per retardar l'avanç americà, i els altres són sabotejats.
El 15 de novembre de 1944, els estatunidencs de la 90a ID van ser rebutjats pels tirs del bloc 8 de l'ouvrage del Hackenberg (tres canons de 75 mm en casamates servits per elements de la 19a VGD); el bloc es va neutralitzar el 16 per una canó autopropulsat de 155 mm que va perforar la façana abans que l'ouvrage fos ocupat el dia 19. El 25 de novembre, les casamates i els ouvrages del SF de Faulquemont defensades per alguns elements de la 36a VGD alemanya són preses pel 80a ID estatunidenca després d'un bombardeig amb un canó antitancs de 90 mm (especialment contra el bloc 3 de l'ouvrage del Bambesch).
Al nord d'Alsàcia, li corresponia avançar 7è Exèrcit estatunidenc del general Patch; els seu 15è Cos havia de passar per la regió de Bitche, on la defensa era més forta. La 44a ID s'ocupa de l'ouvrage del Simserhof del 13 al 19 de novembre i la 100a ID de l'ouvrage del Schiesseck del 17 al 21. Després d'un gran bombardeig amb obusos i bombes des dels glacis amb canons M36 Jackson (bloc 5 de l'ouvrage del Simserhof), va ser necessari cobrir de terra els blindatges amb tancs-excavadores (els M4 Dozer-Tank) i llançar assalts d'infanteria a la part superior de manera que les guarnicions alemanyes (elements de la 25a PGD) evacuessin l'ouvrage. Immediatament, els estatunidencs van fer inutilitzables els diferents blocs.

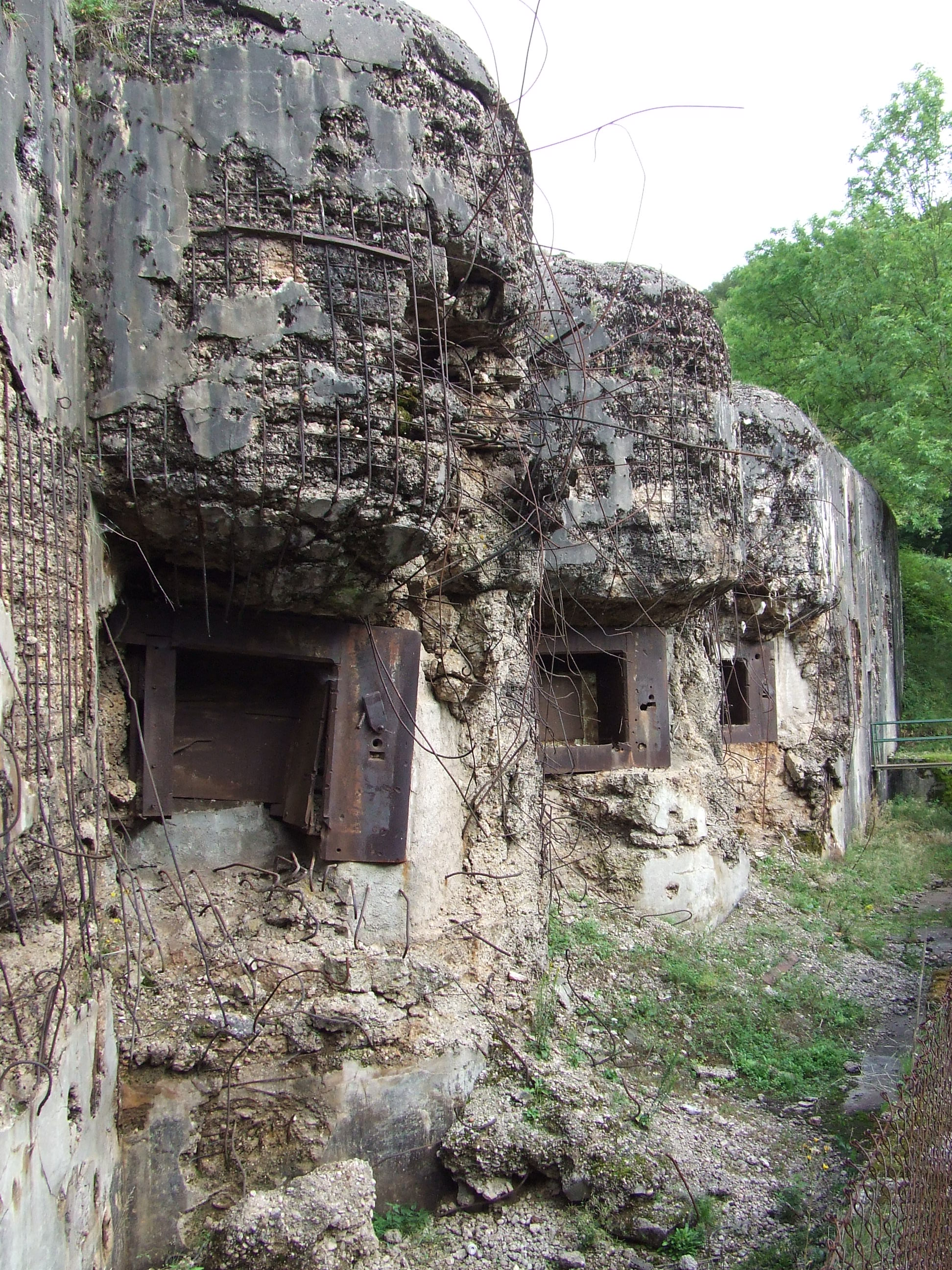
Façana del bloc 8 de l'ouvrage del Hackenberg, on el formigó va ser picat pels obusos estatunidencs
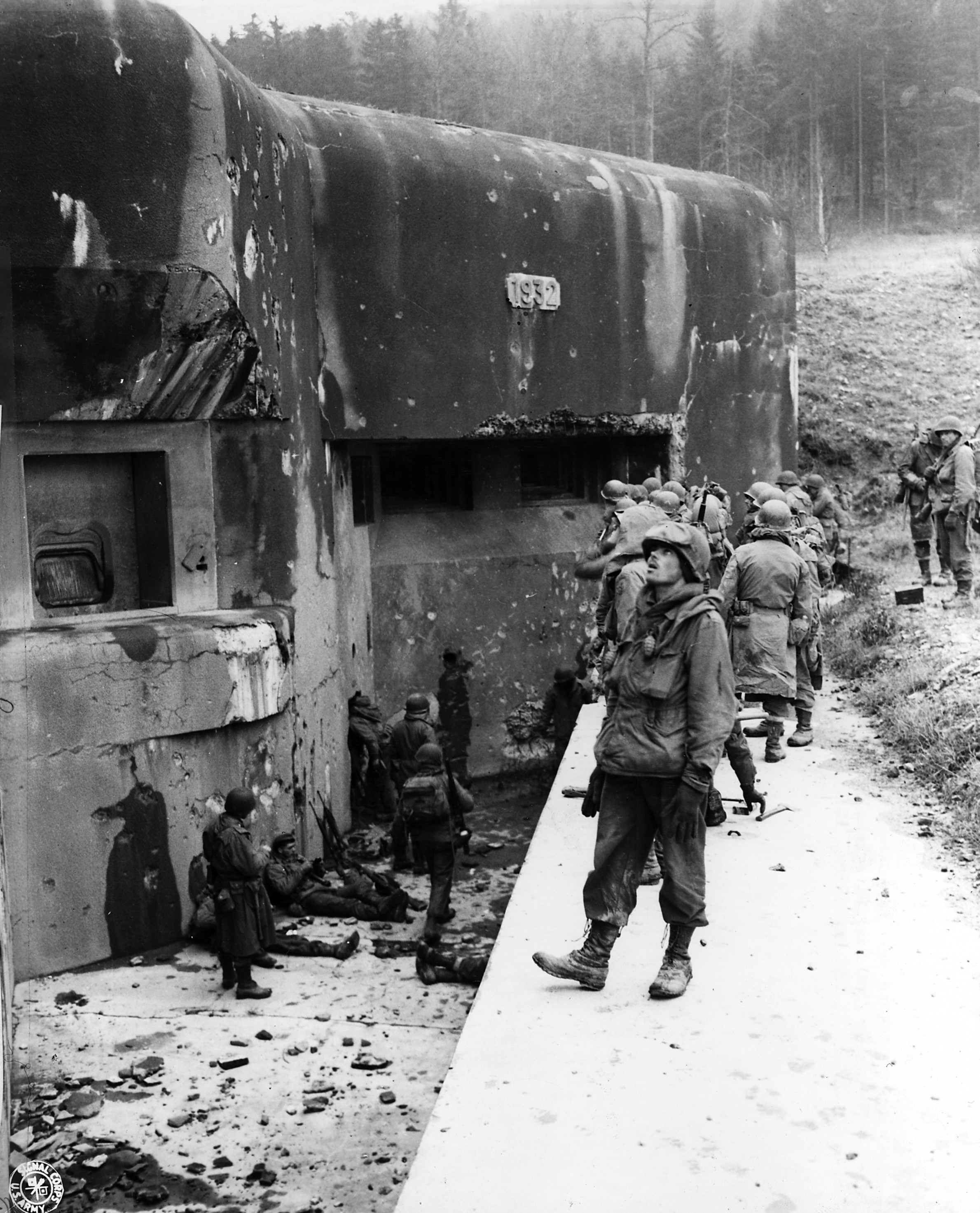
Tropes estatunidenques inspeccionant les fortificacions en 1944 (bloc 11 de l'ouvrage del Hochwald)

Totes les operacions ofensives són suspeses després de les contraofensives alemanyes a les Ardenes i al nord d'Alsàcia, fins i tot les forces estatunidenques són evacuades d'Alsàcia. Durant aquesta nova ocupació, del 30 de desembre fins a gener, els alemanys van sabotejar sistemàticament les casamates i els ouvrages que encara estaven en bon estat (Hochwald i Schœnenbourg).
La 100a ID recupera la regió de Bitche entre el 15 i 16 de gener.

### Després de 1945

#### La guerra freda
Després de la guerra, l'exèrcit francès inicia la reconstrucció la línia, que ja no funciona a causa d'una part del dany sofert durant els combats de 1940 i 1944, del seu desmantellament (a favor del mur atlàntic), i les proves. A partir del març de 1946, després de l'inventari, els enginyers militars comencen, en alguns casos, una restauració parcial (a partir de les peces de recanvi), i per la resta d'ouvrages es prenen mesures de conservació (neteja i tancament).
A partir de 1949, l'inici de la Guerra Freda i la creació de l'OTAN davant l'amenaça soviètica van motivar l'acceleració de la rehabilitació de la Línia Maginot (donant prioritat als grups electrògens i torres d'artilleria). El 1950 es crea un organisme responsable de les fortificacions: el «Comitè Tècnic de Fortificacions» (CTF). A més de la restauració dels elements de la línia, el comitè volia modernitzar-la i va incloure els projectes de protecció contra les explosions nuclears, el desenvolupament de nous equips (míssils antitancs, i reemplaçament dels canons de 75 mm pels de 105 mm), anivellament de les campanes, millora de les xarxes de comunicació, instal·lació de camps de mines, entrada d'aire a través de les roques, etc.).

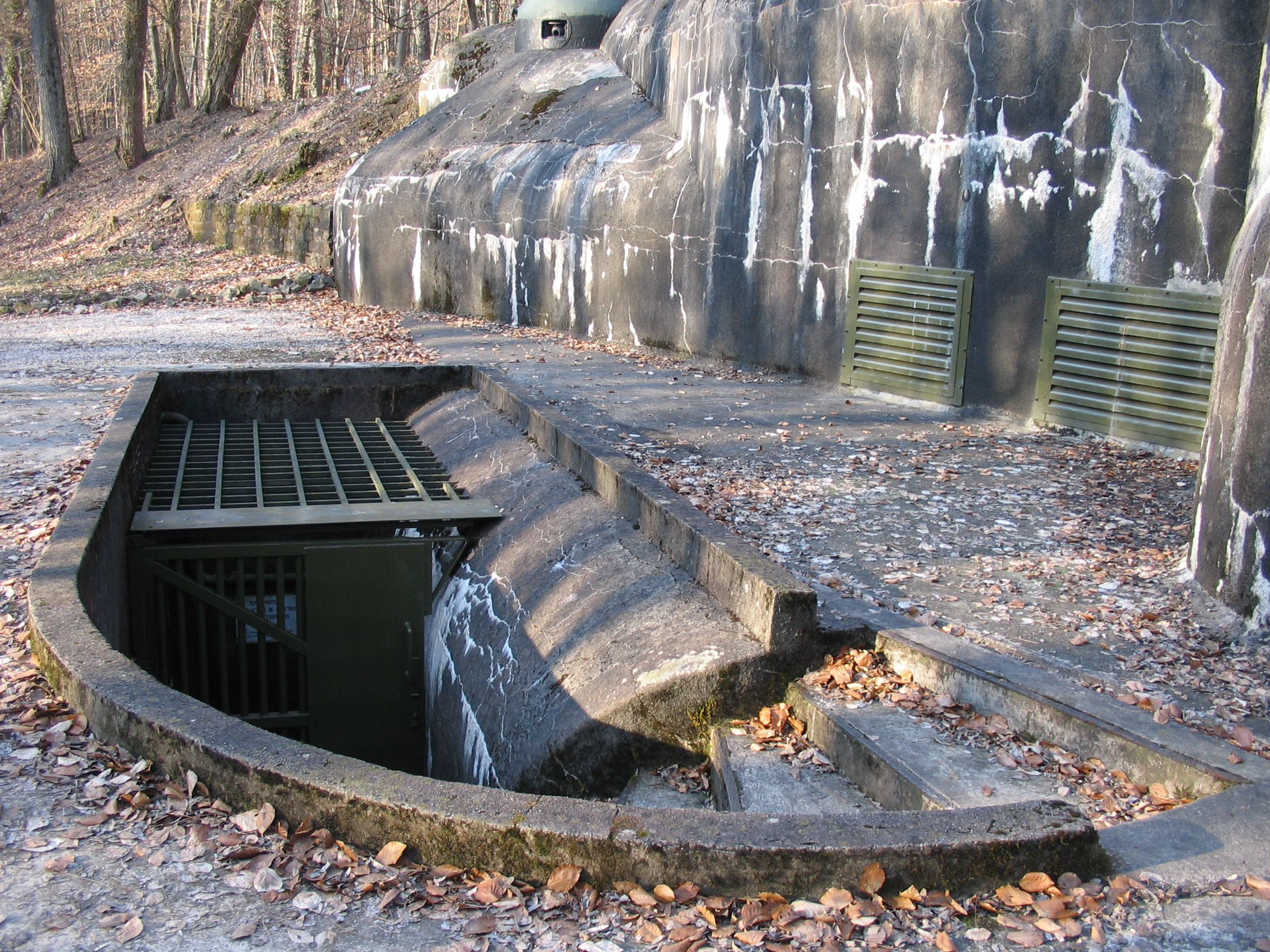
Entrada d'homes de l'ouvrage de Schœnenbourg modificat el 1950
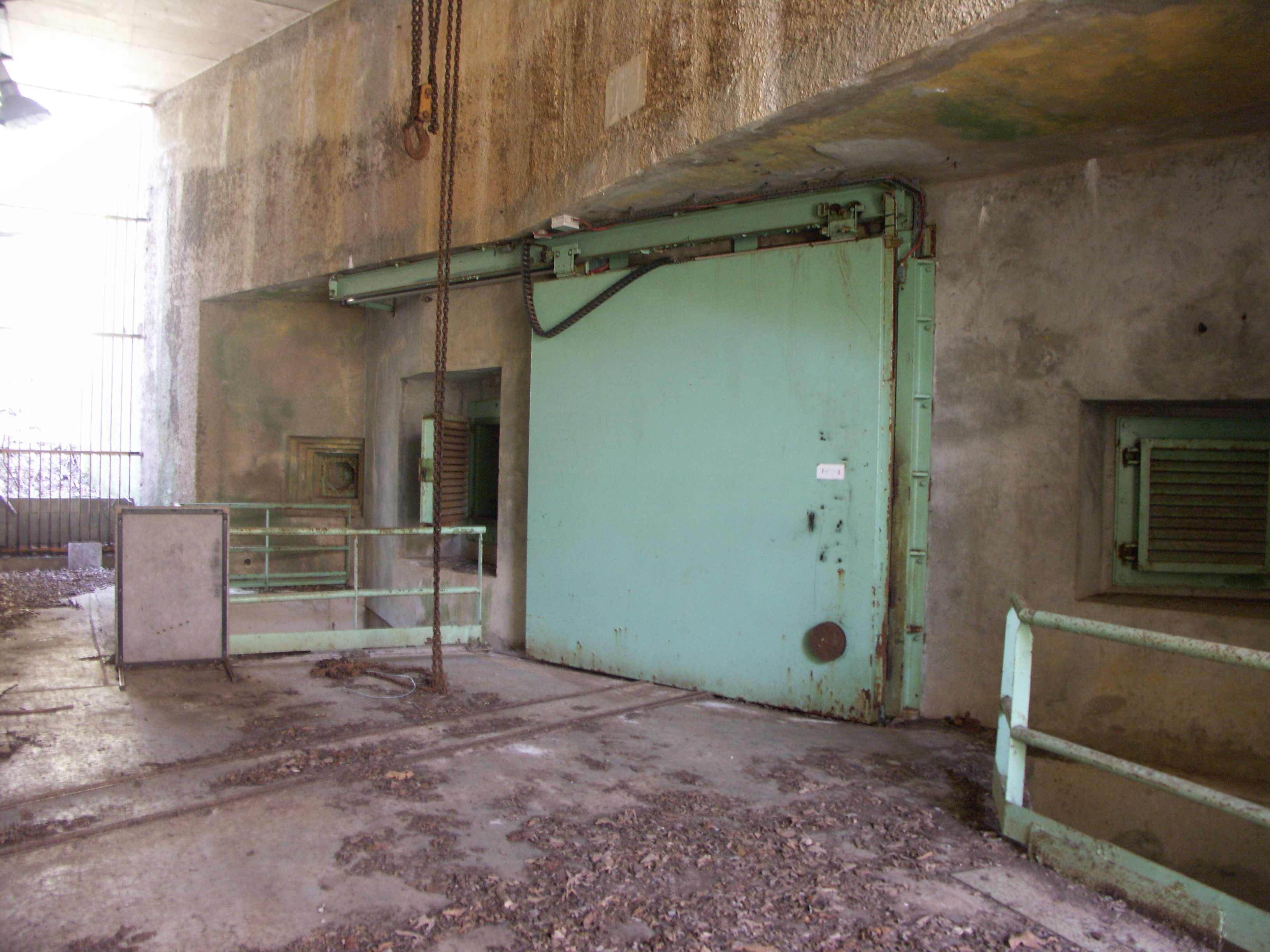
Porta antiatòmica de l'entrada de municions de l'ouvrage de Rochonvillers, transformat en 1980-1981 en una sala d'operacions subterrània

En el marc teòric del dispositiu de rereguarda de les forces de l'OTAN, els francesos van dissenyar tres «espigons fortificats», rehabilitats amb prioritat entre 1951 i 1953: espigó de Rochonvillers (Rochonvillers, Bréhain, Molvange i Immerhof), espigó de Bitche (Simserhof, Schiesseck, Otterbiel i Grand-Hohékirkel), i espigó d'Haguenau (Four-à-Chaux, Lembach, Hochwald i Schœnenbourg). Es van planificar altres tres espigons com a prioritat secundària: espigó de Crusnes (Fermont i Latiremont), espigó de Thionville (de Soetrich fins a Billig), i espigó de Boulay (d'Hackenberg fins a Dentig). Les obres no es van limitar a aquests espigons; són rehabilitats els ouvrages del sud-est (Alps), es repara la zona inundada del sector de Sarre (estanys, embassaments i dics), i es reparen molts ouvrages que van ser destrossat pels obusos. Com faltava una part de l'armament, es rellança la producció dels diferents models a partir de 1952.
Es van transferir dos ouvrages a la Força Aèria francesa per fer bases de radar: Mont-Agel el 1954 (en 1960 es va convertir en la Base Aèria 943 de Roquebrune-Cap-Martin) i Hochwald el 1956 (en 1960 es va convertir en la Base Aèria 901 de Drachenbronn).
El 1960, tots els treballs es van aturar i els projectes van ser cancel·lats. Els ouvrages van ser abandonats de forma gradual a partir de 1964 perquè «no tenien cap paper que jugar en els plans de l'OTAN»; la distensió i els míssils nuclears utilitzats com a elements de dissuasió (l'explosió de la primera arma nuclear francesa es va produir al febrer de 1960) fan que les fortificacions de la línia siguin obsoletes.
L'exèrcit francès va abandonar els ouvrages (excepte Hochwald, Rochonvillers, Molvange i Soetrich), i va començar a vendre els terrenys (primera venda de casemates el 1970, venda de l'ouvrage d'Aumetz el 1972, del Mauvais-Bois el 1973, etc.). La majoria de les casamates i blocs tenen la seva ferralla, i en general són vandalitzats i saquejats (sobretot els cables de coure), d'aquí l'enterrament d'algunes entrades.
En el cas de l'ouvrage de Rochonvillers, les instal·lacions subterrànies van ser utilitzades per l'OTAN des de 1952 fins a 1967 com a post de comandament del Grup Central de l'Exèrcit (CENTAG), abans que es transformés en un post de comandament subterrani per al 1r Exèrcit francès; es van protegir les entrades d'atacs NBQ, es van modernitzar les fàbriques i els quarters, el magatzem de municions es va transformar en un centre operatiu, i es van col·locar antenes a la part superior. Al maig de 1997, es va desmantellar el post de comandament.

#### Després de la guerra freda
Si alguns ouvrages continuen sent propietat de l'exèrcit, la majoria han estat adquirits per municipis o és propietat privada.
Avui en dia, diverses associacions s'han encarregat de determinats ouvrages i els han restablert, obrint així al públic una part de la història francesa poc coneguda fins ara. Alguns ouvrages estan oberts gairebé tots els dies, d'altres només en determinats dies. Els principals ouvrages oberts al públic són, d'oest a est i de nord a sud:
- l'ouvrage de La Salmagne, a Vieux-Reng;
- l'ouvrage de La Ferté, a La Ferté-sur-Chiers;[46]
- l'ouvrage de Fermont, a Montigny-sur-Chiers;
- l'ouvrage de l'Immerhof, a Hettange-Grande;
- l'ouvrage del Bois-Karre, a Boust;[47]
- l'ouvrage del Galgenberg, a Cattenom;[47]
- l'ouvrage del Hackenberg, a Veckring;
- l'ouvrage del Bambesch, a Bambiderstroff;
- l'ouvrage del Simserhof, a Siersthal;
- l'ouvrage de Rohrbach («fort Casso»), a Rohrbach-lès-Bitche;
- una secció de la «línia Maginot aquàtica»,[48] a Barst;
- l'ouvrage del Four-à-Chaux, a Lembach;
- l'ouvrage de Schœnenbourg, a Ingolsheim;
- l'ouvrage de Saint-Gobain, a Modane;
- l'ouvrage del Gondran E, a Montgenèvre;
- l'ouvrage dels Aittes, a Cervieras;
- els ouvrages de Saint-Ours Haut, Saint-Ours Bas i de Roche-la-Croix, a Val-d'Oronaye;
- l'ouvrage de Sainte-Agnès, a Santa Anha;
- l'ouvrage de Cap-Martin a Roquebrune-Cap-Martin.